# عنابة
عنابة، أو بونة، وتُلقب بجوهرة الشرق الجزائري وجوهرة المتوسط وهي إحدى أكبر مدن الجزائر وعاصمة ولاية عنابة، بلغ عدد سكانها 464.740 نسمة وسكان الحاضرة 1.000.000 نسمة بكثافة سكانية عالية 9484.489 ن/كم2. سابقا كانت تسمى بونة وأيضا كانت تسمى هيبون في عهد الفينيقيين، وبون (Bône) خلال فترة الاحتلال الفرنسي، وفرس النهر أو الكرسي الملكي في العصور القديمة. تُعتبر مركز صناعي رائد في شرق الجزائر فهي تحوي على أكبر مصنع للحديد والصلب في أفريقيا، معظم الناس يسمّون هذه المدينة بلد العناب وذلك بسبب وفرة هذه الفاكهة في المنطقة وهي مشهورة بإنتاجها لهذه الفاكهة منذ زمن بعيد، وقد أخذت من ذلك اسمها.
عنابة هي مدينة ساحلية تقع شمال شرق الجزائر على ساحل البحر الأبيض المتوسط بالقرب من وادي سيبوس مطلة على خليج عنابة، يبلغ عدد سكانها 464.740 في عام 2017. وتعتبر ميناؤها، ميناء عنابة من أهم موانئ الجزائر على البحر الأبيض المتوسط. تقع عنابة على بُعد 600 كم شرق الجزائر العاصمة، و150 كيلومترا عن قسنطينة، و246 كيلومتر شرق جيجل وحوالي 80 كم إلى الغرب من شمال شرق الحدود التونسية.
شهدت مدينة عنابة نمواً كبيراً في التنمية الاقتصادية والتزايد السكاني فهي مركز لمختلف الأنشطة الحيوية، مثل الصناعة والنقل والتمويل والسياحة والاستشفاء الطبي.
تعتبر السياحة في عنابة، المشهورة أيضا باسمها السابق «بونة» من أجمل مدن الجزائر ومن أكثرها استقطابا للسياح، خاصة في فصل الصيف، حيث تجذب شواطئها الذهبية المتعددة، سواء في وسط المدينة أو في البلديات المجاورة لها، المصطافين، خاصة من شرق الجزائر، كما تتوفر المدينة على معالم سياحية أخرى بديعة سواء طبيعية مثل المرتفعات الجبلية في سرايدي، أو المعالم الهندسية الجميلة مثل بازيليكا القديس أوغسطينوس.
وبالإمكان ممارسة حتى السياحة الجبلية في عنابة، برحلة ممتعة في تليفيرك المدينة، الذي يمنحك فرصة التمتع بمناظر بديعة. وبالإمكان الصعود إلى قمة جبل سرايدي، البديع بخضرته وهوائه النقي ومناظره الخلابة.
وفي عنابة معالم تاريخية جميلة من بينها آثار قديمة خاصة العهد الروماني. ومتحف هيبون يحتوي على مجموعة من الآثار؛ منها تماثيل وأوان فضية ونحاسية ولوحات من الفسيفساء لمختلف الحقب التاريخية التي مرت بها المدينة. ومن بين أكثر المعالم جذبا في عنابة كنيسة القديس أوغسطينوس على ربوة هيبونز وقد تم إعادة بناء كنيسة القديس أوغسطينوس عام 1881 وبها تمثال للقديس من البرونز.
ومن المعالم المعمارية الأخرى مسجد أبي مروان، الذي بني في القرن الـ11 ميلادي، وهو من طراز أندلسي بني على أعمدة رومانية.
وتعتبر عنابة مدينة الثقافة الفنون والصناعات التقليدية بالجزائر، حيث أنها معروفة بأنها إحدى مراكز اللون الغنائي المألوف الأندلسي وبها عدد من الفنانين المشهورين في الجزائر في هذا الطابع التقليدي من بينهم حسن الخمار، محمد ولد الكرد، حسان العنابي، حمدي بناني، وذيب العياشي ومبارك دخلة. والمدينة مشهورة أيضا بأنها مركز للإبداع الفني والموسيقي؛ فأشهر مغني راب في الجزائر هو ابن عنابة لطفي دوبل كانون، وبالمدينة مسرح واحد هو المسرح الجهوي عز الدين مجوبي الذي يعتبر من أهم وأكبر المسارح في الجزائر سواء من حيث المعمار، أو من حيث الإبداع المسرحي.
وأنجبت عنابة وألهمت الكثير من الأدباء المبدعين، وقد افتتن بها مثلا الكاتب الفرنسي «المولود بالجزائر» ألبير كامو.
والمدينة مشهورة بالعديد من المهرجانات الفنية المختلفة طوال أيام السنة، وتتوزع بين مهرجانات المسرح والأدب والموسيقى ومهرجانات الصناعات التقليدية الجزائرية وتتألق عنابة وتزداد بهاء في ليالي الصيف، حيث يتوافد المقيمون أو الزوار على كورنيش المدينة البحري الجميل، كما تستقطب ساحة وسط المدينة الشهير ساحة الثورة (الكور) الناس، خاصة في أمسيات الصيف ولياليه للتمتع بجلسات السمر هناك حتى آخر الليل، وتشتهر محلات المقاهي المنتشرة فيها بتقديم ألذ أنواع المثلجات (آيس كريم).
وتربط عنابة شبكة مواصلات جيدة بباقي مناطق الجزائر، كما أنها لا تبعد إلا بنحو 150 كيلومترا عن الحدود التونسية. وتتوفر المدينة على مطار دولي وبه عدد من الرحلات الدولية اليومية خاصة إلى العاصمة الفرنسية باريس وعدد آخر من المدن الفرنسية، والمدن العربية كجدة ودبي والقاهرة. الأوروبية كإسطنبول ومرسيليا. الآسيوية والأمريكية كما أنها مرتبطة برحلات داخلية يومية مع الجزائر العاصمة. وهران.قسنطينة وتمنراست.
وتتوفر المدينة على عدد من الفنادق من بينها فندق شيراطون عنابة فندق «ريم» الجميل المطل على البحر، وفندق «سيبوس» ذو الخمسة نجوم، في وسط المدينة ولا ننسى المنتزه القصر الجبلي الجميل.

## التسمية
ان أصل التسمية مشتق من شجرة فاكهة العناب التي كان يقطفها ويجنيها سكان سهول المدينة العرب ومنهم قبيلة مرداس الهلالية الرياحية العدنانية وهي التي أطلقت هذه التسمية على المدينة وعرفت ببلاد العناب أو عنابة يوجد أيضا في مناطق أخرى في البلاد العربية والشرق الأوسط وبعض القرى تحمل نفس اسم عنابة في السعودية على مقربة من مكة وأيضا في العراق وسوريا وتوجد أيضا قرية عنابة بفلسطين بالرملة أما تاريخيا أصل هذه الشجرة يعود إلى الشرق الأقصى تحديدا الصين واليابان احتمال ان يكون قد جلبها إلى منطقتنا قديما أسلافنا عرب بنو كنعان لأنهم هم أول من نشروا فنون الزراعة في البحر الأبيض المتوسط وجلبوا معهم شجرة الزيتون وغيرها إلى المغرب العربي·

## تاريخ

### العهد الفينيقي
تأسست كمدينة بونقية بونيقية على يد الفينيقيين حوالي القرن ال12 ق.م، وعرفت باسم هيبون من طرف الرومان، وأصل التسمية فينيقي من UBBON أبون من عبون عب عباب الماء المتدفق وقد أعطت المدينة اسمها للخليج الذي كانت تقع عليه حيث عرف باسم هيبونينسيس رجبان وفي فترة لاحقة أسماها الرومان هيبو ريجيوس.
تحالفت هيبون مع قرطاج واتصلت بها بسهولة لقربها الجغرافي منها، وبذلك أصبحت من المدن البونيقية المهمة للغاية. وفي أثناء الحرب البونيقية الأولى (264 -241 ق.م) قام الملك غايا ملك قبيلة الماسيلي النوميدية باحتلال المدينة ولكن القرطاجيين استعادوها لاحقا. وأصبحت المدينة من المقرات الرئيسية للملوك النوميديين وقد ُمنحت استقلالا بعد الحروب البونيقية (264-146ق.م)، ولذلك السبب أطلق الرومان عليها لقب «ريجيوس» والذي يعني «الملكي».

### العهد الروماني
في القرون الثلاثة الأولى للميلاد كانت هيبون من أغنى مدن «أفريقيا الرومانية» وكان ميناؤها يعرف باسم الأفروديسيوم نسبة للإلهة أفروديت (فينوس الرومانية في البداية منحت هيبون حقوق المينيسيبيوم (حقوق جزئية في المواطنة الرومانية) ولكنها منحت لاحقا حقوق كولونيا (مستعمرة رومانية مع حقوق المواطنة الكاملة). أصبحت هيبو ريجيوس مركزا للفكر المسيحي الأول، ما قبل الإسلام، وقد عاش في المدينة واحد من أعظم الشخصيات الدينية في العالم المسيحي ألا وهو القديس أوغسطين (354-430 م المولود بـبطاغاست سوق أهراس اليوم)، والذي كان أسقفا لها منذ عام 396 م، ويعتبر من رموز المدينة.
و اليوم نعرف أسماء سبعة قديسيين مسيحيين من هيبون ريجوس القديمة ومنهم ثيوجينس وفيدينتيوس الذين ماتا شهيدين حسب النصوص الكنسية، والقديس ليونتيوس فاليريوس، بالإضافة إلى القديس أوغسطين نفسه الذي عرفت هيبون ريجوس في عهده وجود ثلاثة أديرة مسيحية في الأبرشية (الأسقفية) داخل الدير الأسقفي، كما عقدت في المدينة آيام القديس أوغسطين ثلاث مجامع مسيحية في الأعوام 393 م، 395 م و426 م.

### العهد الوندالي
تعرضت هيبو لحصار الوندال الطويل الذي استمر أربعة عشر شهرا وقد دافع عنها الجنرال بونيفاكيوس، وسقطت بيدهم عام 431م بقيادة ملكهم جينزيرك، وخلال تلك الفترة مات القديس أوغسطين. فقط الكاتدرائية الموجودة الي حد اليوم، بفضل الترميمات التي أجرتها الإدارة الاستعمارية الفرنسية، و«مكتبة القديس اوغسطين» نجتا من الدمار العام الذي لحق بالمدينة.

### العهد البيزنطي
وبعد الوندال أصبحت هيبو ريجيوس من أملاك البيزنطيين في عام 533م زمن الإمبراطور جوستنيان،

### العهد الإسلامي
إلى أن جاء الفتح الإسلامي عام 697م. وقد سماها العرب «عنابة» نسبة لأشجار العناب. ويذكر أن «مسجد سيدي بو مروان» وهو من طراز أندلسي ويعود للقرن الـ 11 م بني بأعمدة من الآثار الرومانية تعود لهيبو ريجيوس.

### عهد الاستعمار الفرنسي
احتلها الفرنسيون لعدة أشهر عام 1830 ثم تمكنت الحامية العثمانية والمواطنون من طرد القوة الفرنسية التي عادت إليها العام 1832 واحتلتها احتلالا كاملا بقوة بحرية أين راحت تسيطر على قلعتها. ولها تاريخ في ذلك وبدأ بها الاستيطان مع بداية إنشاء المدينة الجديدة منذ العام 1870.

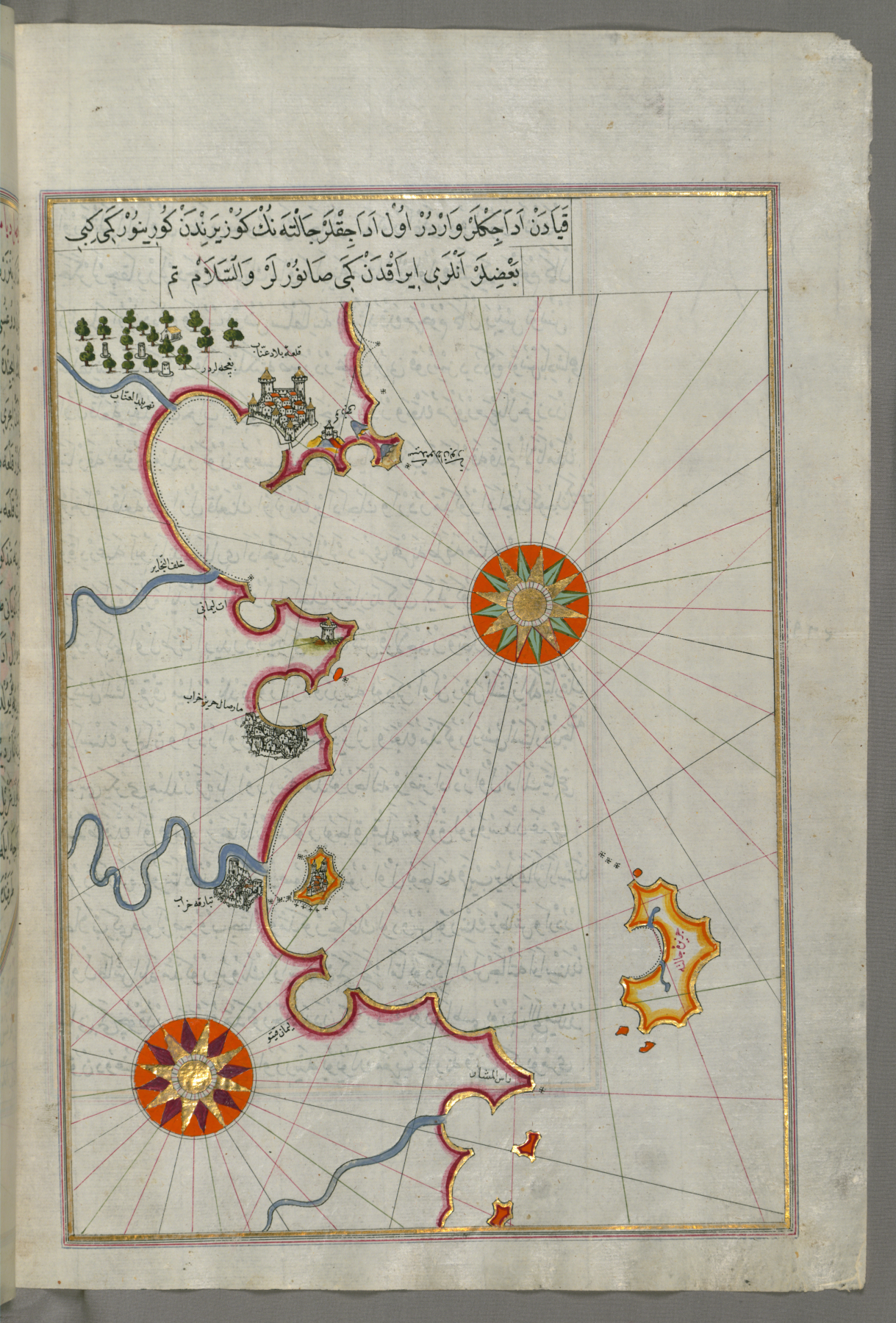
خريطة بيري ريس للساحل الجزائري والتونسي من عنابة إلى طبرقة
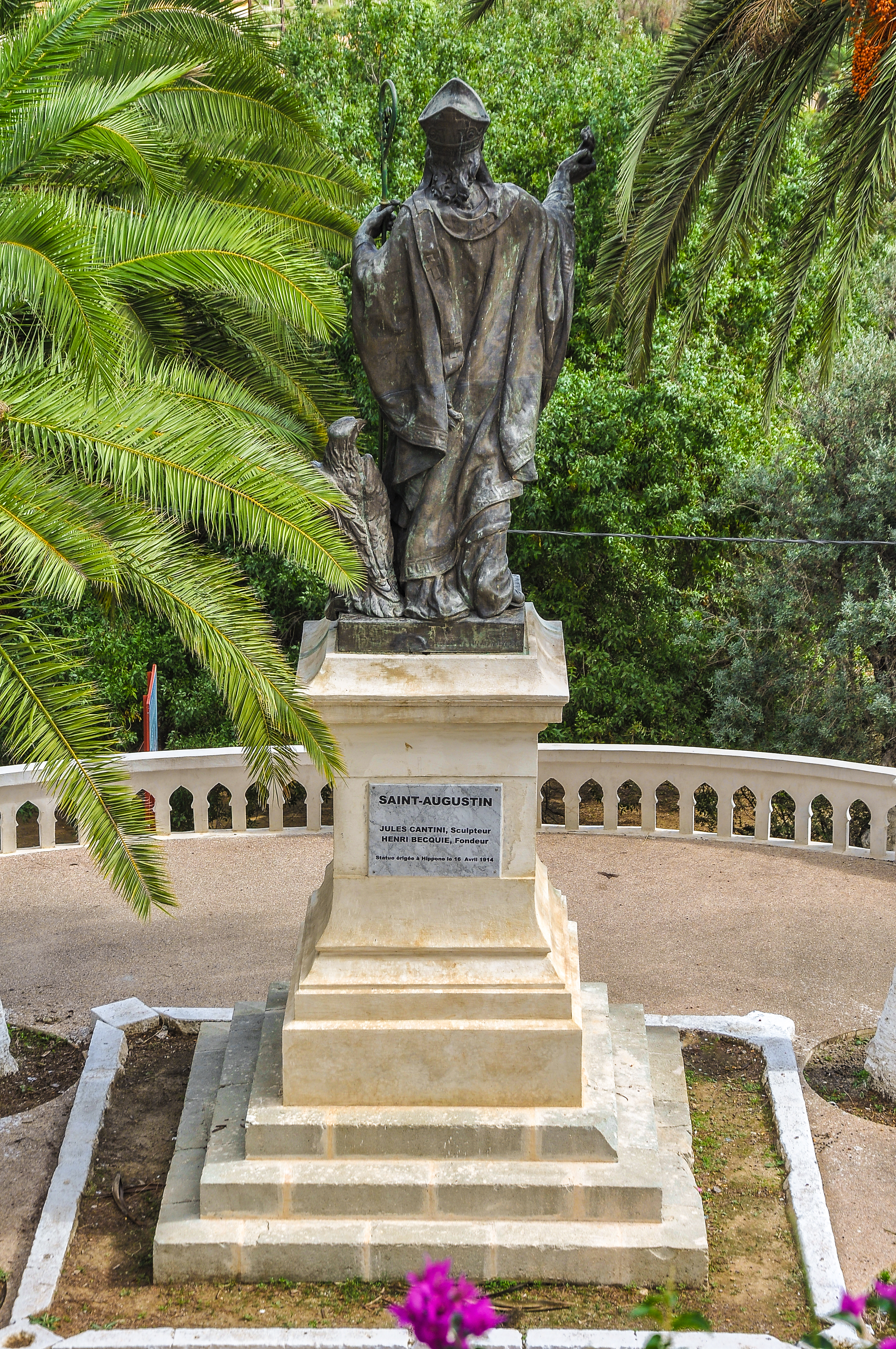
تمثال القديس أغسطينوس بعنابة
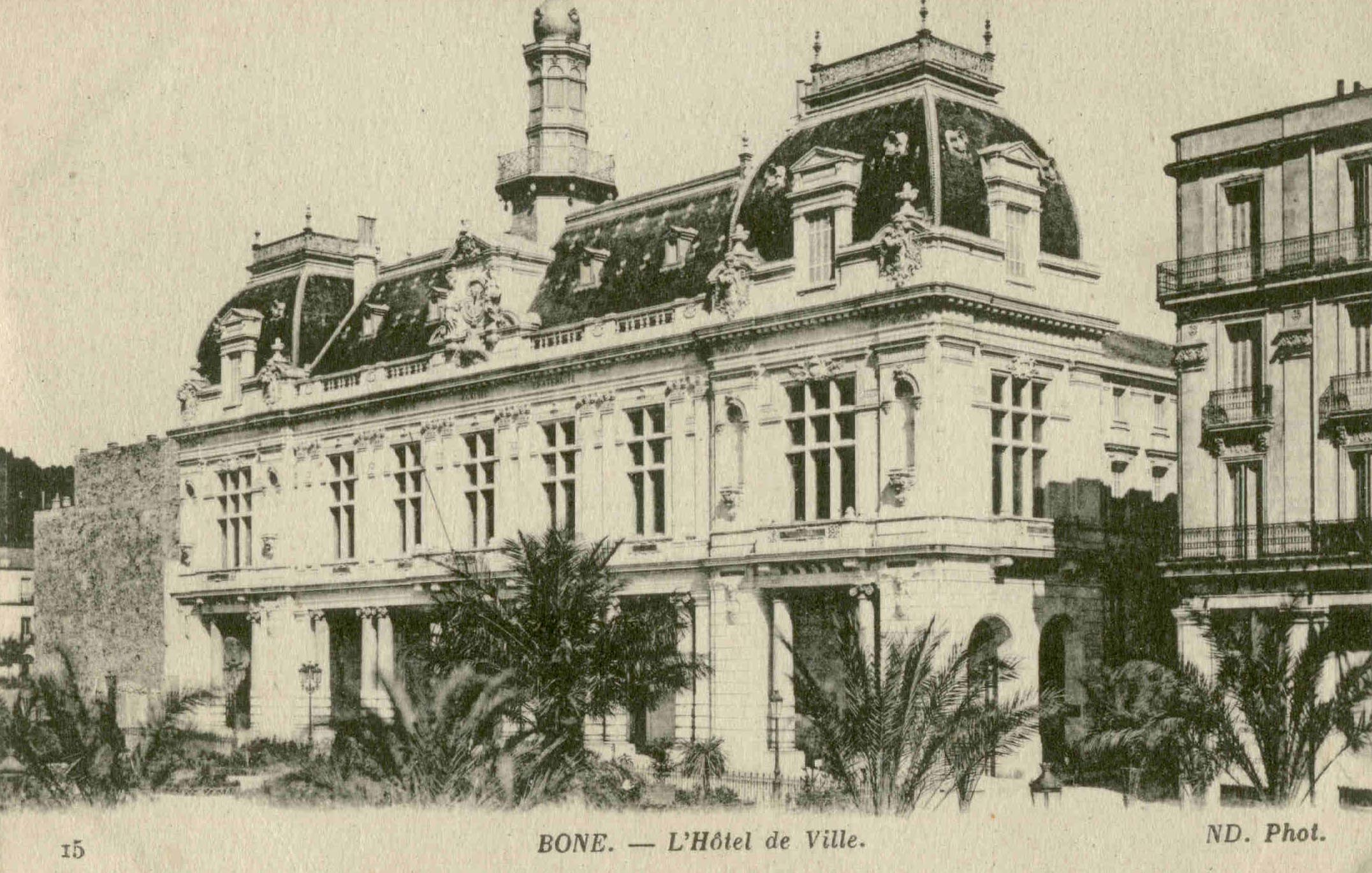
مبنى البلدية إبان الاحتلال الفرنسي
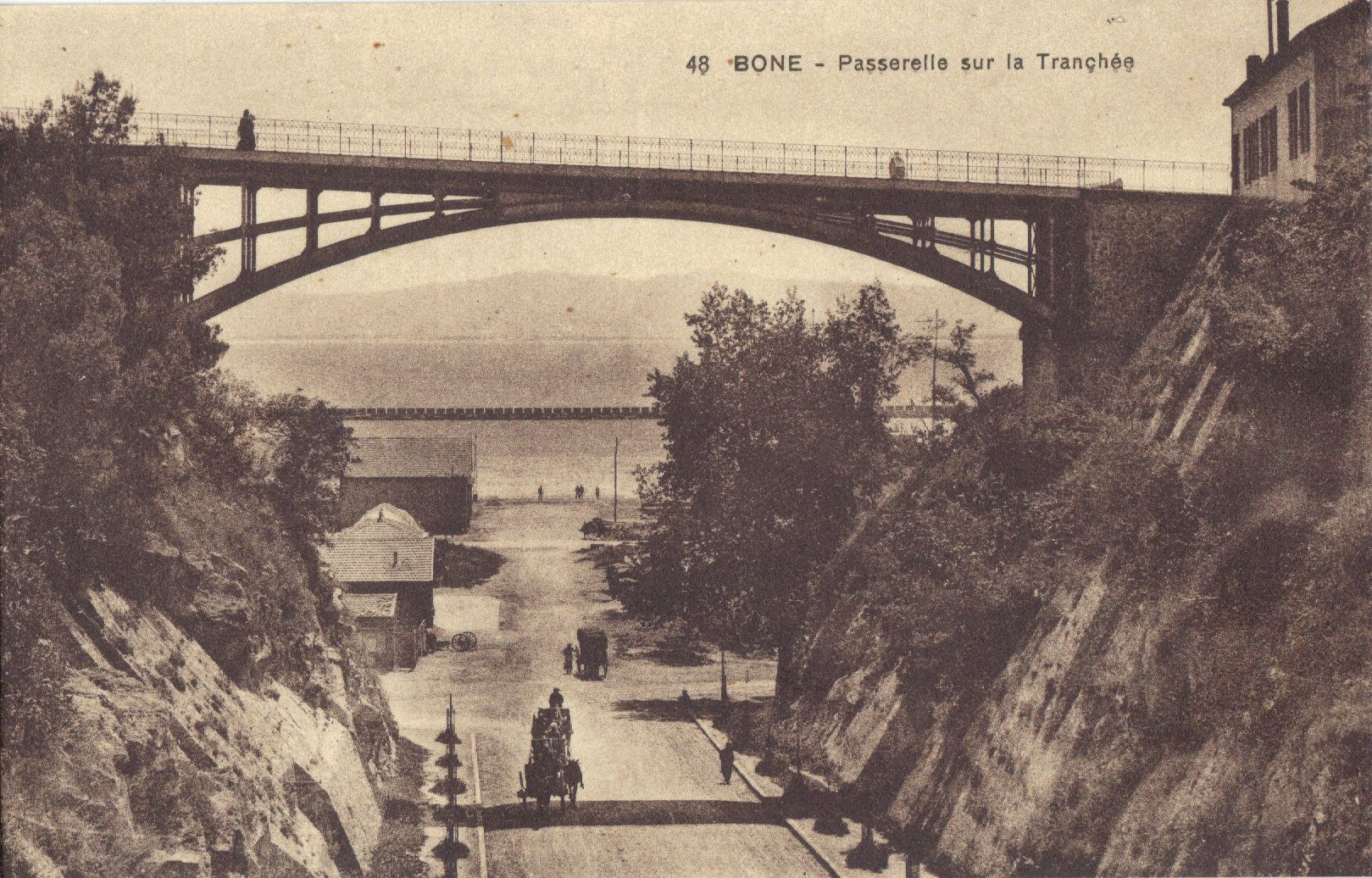
جسر الهواء في مدخل المدينة العتيقة

## جغرافيا

### موقع
تقع مدينة عنابة على السفوح الشرقية لكتلة إيدوغ الجبلية في شمال سهل محصور بين مرتفعات تمتد إلى البحر مباشرة في الشمال وبين ميناء وخليج عنابة (البحر الأبيض المتوسط) من الشرق وبين التلال التي تضم مدينة بونة الأثرية وكنيسة سانت أوغستين في الجنوب وتوسعت جهة الغرب على السهل الغربي بين جبال ايدوغ وجبل بوقنطاس وهي في توسع مستمر حيث توشك على الالتحام بالمناطق الحضرية الحديثة باقليم بلدية البوني من جهة الجنوب لتشكل منطقة مدينية كبرى تمتد لغاية الحجار وسيدي عمار فيما يتواصل توسعها على سفوح جبال ايدوغ في الشمال والغرب.

### تضاريس
جغرافية مدينة عنابة سهلية في الغالب باستثناء سلسلة تلال تمتد من جبل بوقنطاس لغاية المدينة الأثرية بونة في الجنوب وتلال تشكل امتدادا لجبل ايدوغ جهة مستشفى ابن رشد، تمتد عبر أحياء بني محافر، وادي القبة لغاية حي الخروبة والمدينة القديمة.
كانت عدة أودية تمر بالمدينة (كوادي الذهب الذي كان يمر بجوار قبة سيدي إبراهيم قبل أن يتوجه مباشرة إلى البحر عبر حي سيبوس) لكن تم ردمها وتحويلها إلى قنوات تحت أرضية وتعديل مجراها إلى واد شديد التلوث أنشئ في السبعينات يمر من حي وادي الفرشة إلى حي الصفصاف ثم بجوار ملعب 19 ماي وعبر مجرى مستقيم بجوار حي بوخضرة لغاية البحر بين حي سيبوس وحي سيدي سالم وهو يشكل الحد الجنوبي لبلدية عنابة.

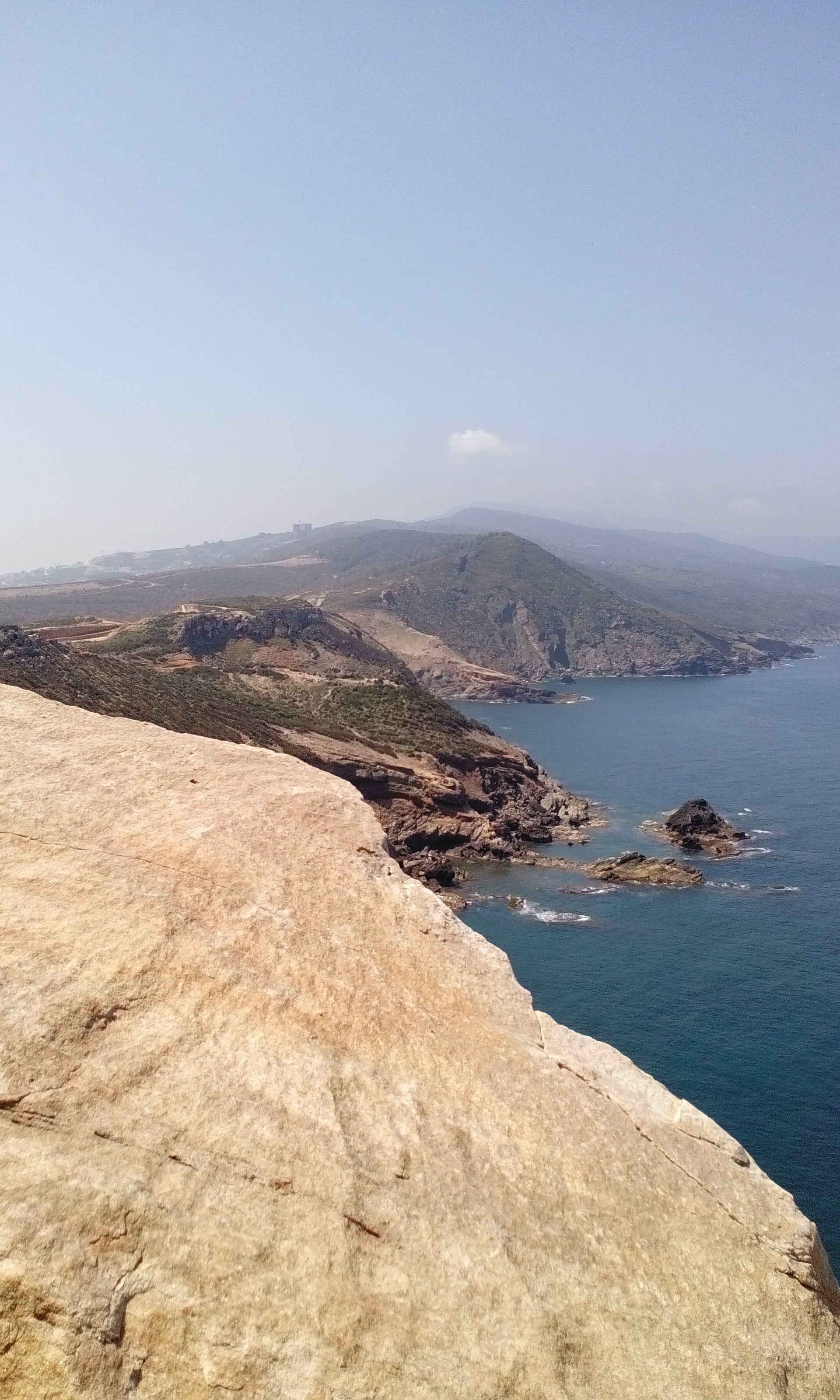
حافة منحدر صخري بديع
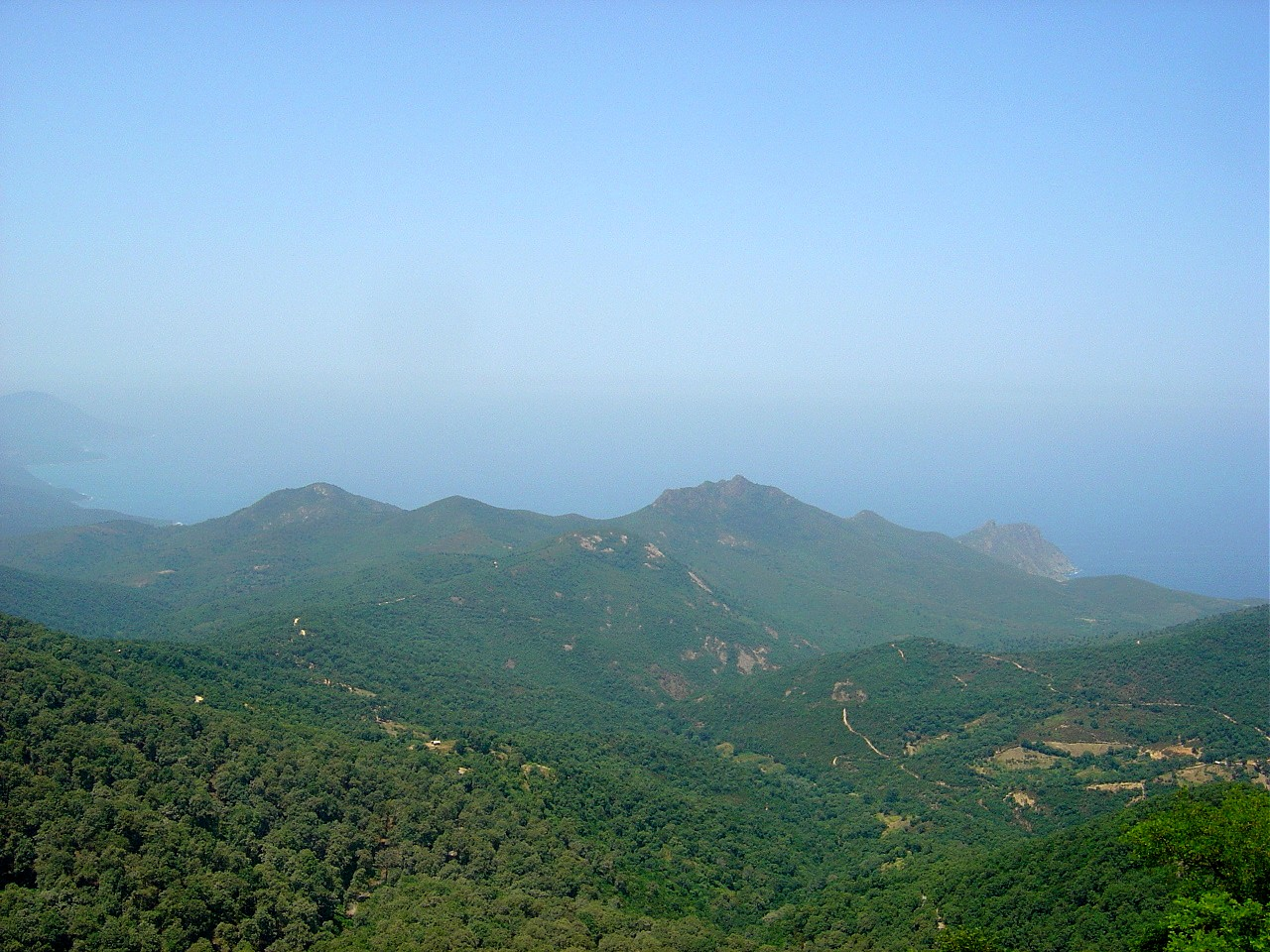
جبال عنابة

### مناخ
يتميز مناخها بشتاء دافئ وممطر بشكل متذبذب في السنوات الأخيرة وبصيف حار مع رطوبة عالية نتيجة موقعها الجغرافي المحصور بين الجبال وخليج عنابة وهذا يمنح سكان عنابة بشرة أكثر اسمرارا مقارنة بالمناطق الداخلية.

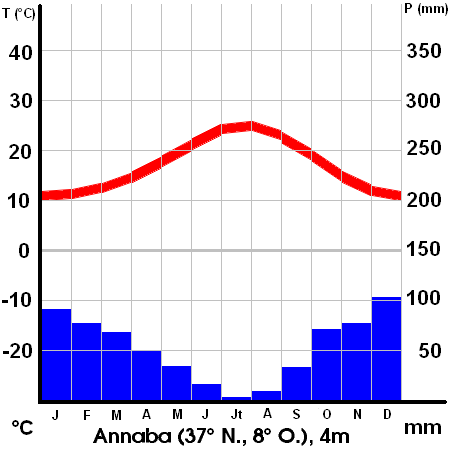
المناخ العنابي

| البيانات المناخية لـعنابة                                  | البيانات المناخية لـعنابة | البيانات المناخية لـعنابة | البيانات المناخية لـعنابة | البيانات المناخية لـعنابة | البيانات المناخية لـعنابة | البيانات المناخية لـعنابة | البيانات المناخية لـعنابة | البيانات المناخية لـعنابة | البيانات المناخية لـعنابة | البيانات المناخية لـعنابة | البيانات المناخية لـعنابة | البيانات المناخية لـعنابة | البيانات المناخية لـعنابة |
| الشهر                                                      | يناير                     | فبراير                    | مارس                      | أبريل                     | مايو                      | يونيو                     | يوليو                     | أغسطس                     | سبتمبر                    | أكتوبر                    | نوفمبر                    | ديسمبر                    | المعدل السنوي             |
| ---------------------------------------------------------- | ------------------------- | ------------------------- | ------------------------- | ------------------------- | ------------------------- | ------------------------- | ------------------------- | ------------------------- | ------------------------- | ------------------------- | ------------------------- | ------------------------- | ------------------------- |
| الدرجة القصوى °م (°ف)                                      | 27.2 (81.0)               | 30.0 (86.0)               | 36.4 (97.5)               | 38.0 (100.4)              | 38.8 (101.8)              | 44.0 (111.2)              | 47.5 (117.5)              | 46.1 (115.0)              | 44.0 (111.2)              | 41.0 (105.8)              | 33.0 (91.4)               | 29.0 (84.2)               | 47.5 (117.5)              |
| متوسط درجة الحرارة الكبرى °م (°ف)                          | 16.3 (61.3)               | 16.8 (62.2)               | 18.6 (65.5)               | 20.5 (68.9)               | 23.7 (74.7)               | 27.5 (81.5)               | 30.5 (86.9)               | 31.3 (88.3)               | 28.9 (84.0)               | 25.9 (78.6)               | 20.8 (69.4)               | 17.6 (63.7)               | 23.2 (73.8)               |
| المتوسط اليومي °م (°ف)                                     | 11.6 (52.9)               | 11.9 (53.4)               | 13.4 (56.1)               | 15.2 (59.4)               | 18.4 (65.1)               | 22.0 (71.6)               | 24.8 (76.6)               | 25.7 (78.3)               | 23.6 (74.5)               | 20.4 (68.7)               | 15.9 (60.6)               | 12.9 (55.2)               | 17.98 (64.36)             |
| متوسط درجة الحرارة الصغرى °م (°ف)                          | 6.9 (44.4)                | 7.0 (44.6)                | 8.2 (46.8)                | 9.8 (49.6)                | 13.0 (55.4)               | 16.5 (61.7)               | 19.0 (66.2)               | 20.0 (68.0)               | 18.2 (64.8)               | 14.9 (58.8)               | 10.9 (51.6)               | 8.1 (46.6)                | 12.71 (54.88)             |
| أدنى درجة حرارة °م (°ف)                                    | −2.0 (28.4)               | −2.0 (28.4)               | −0.1 (31.8)               | 0.0 (32.0)                | 2.0 (35.6)                | 4.0 (39.2)                | 8.0 (46.4)                | 8.0 (46.4)                | 7.3 (45.1)                | 5.0 (41.0)                | 0.0 (32.0)                | −4.0 (24.8)               | −4.0 (24.8)               |
| الهطول مم (إنش)                                            | 98.5 (3.88)               | 76.6 (3.02)               | 61.2 (2.41)               | 64.1 (2.52)               | 38.3 (1.51)               | 14.0 (0.55)               | 3.10 (0.12)               | 8.20 (0.32)               | 37.5 (1.48)               | 64.8 (2.55)               | 98.4 (3.87)               | 110.8 (4.36)              | 675.5 (26.59)             |
| متوسط أيام هطول الأمطار (≥ 0.1 mm)                         | 14.5                      | 12.2                      | 11.4                      | 11.2                      | 8.2                       | 4.2                       | 1.4                       | 2.8                       | 6.9                       | 9.5                       | 14.5                      | 14.6                      | 111.4                     |
| متوسط الرطوبة النسبية (%)                                  | 79.9                      | 78.7                      | 78.5                      | 77.6                      | 77.1                      | 74.2                      | 71.9                      | 72.2                      | 74.5                      | 76.3                      | 76.1                      | 78.4                      | 76.3                      |
| المصدر #1: المنظمة العالمية للأرصاد الجوية (الأمم المتحدة) |                           |                           |                           |                           |                           |                           |                           |                           |                           |                           |                           |                           |                           |
| المصدر #2: climatebase.ru                                  |                           |                           |                           |                           |                           |                           |                           |                           |                           |                           |                           |                           |                           |

## معالمها التاريخية

### هيبون
و لمدينة عنابة عدة معالم تاريخية وآثار، منها آثار هيبون المعروفة محليا بـ لالة بونة والموجودة بين تلال بالضاحية الجنوبية للمدينة وتضم آثارا رومانية منها مساحة تسمى الفوروم حيث تعد أقدم وأوسع ما اكتشف لحد اليوم كما توجد بقايا مسرح ومدرجات اوركسترا بالإضافة إلى تماثيل وقبور، كتمثال هاكيوس، اسكولاب، إفروديت ايون إله السنة وتمثال آلهة الحب وتمثال القديس اوغستين كما توجد كنيسة كاثوليكية من العهد الاستعماري بازليك السلام على ربوة هيبون المشرفة على المدينة الأثرية حاملة الاسم نفسه. وقد سعى القديس دبيش إلى تأسيس هذه الكنيسة بتشجيع من أسقف الجزائر لافيجري. وأحضر بعض رفات القديس اوغستين إلى عنابة سنة 1842م لتدفن في المكان المخصص لها. كما رمم الكنيسة، التي كانة منهارة بدرجة كبيرة، سنة 1881م وجرى أول قداس فيها سنة 1886م، ليوضع بها تمثال من البرونز للقديس اوغستين.
أما متحف هيبون فيحتوي على مجموعة من الآثار منها تماثيل وأواني فضية ونحاسية ولوحات من الفسيفساء لمختلف الحقبات التاريخية التي مرت بها المدينة.

### متحف هيبون
اعتبر مكسبا هاما للثقافة بعنابة، يعكس أصالة وتاريخ المدينة وعراقتها. وللإسراع في عملية تهيئة المتحف، حوّلت مديرية الثقافة الملف لمكتب دراسات جزائري سيعمل على إيلاء أهمية كبيرة لهذه الهيئة وفق الطابع السياحي لمدينة عنابة وخصوصية المنطقة، إلى جانب التركيز، يضمّ بين أسواره العديد من الآثار والتحف القديمة، خاصة منها التاريخية.

### مسجد أبي مروان
تأسس هذا المعلم الحضري قبل أكثر من عشرة قرون شرع في تصميمه أواخر النصف الثاني من القرن الرابع للهجرة وتم بناؤه سنة 425 هجري في عهد الدولة الزيرية، إبان حكم المعز بن باديس الصنهاجي، وتحت إشراف المهندس الأندلسي أبو ليث البوني وهو من طراز أندلسي قام بناؤه على ركائز اسطوانية كما كان المسجد يؤدي أدوارا متميزة توزعت بين العلم ورد الهجمات الآتية من شمال البحر المتوسط كما كان بمثابة مؤسسة علمية دينية وحربية. وسمي بمسجد أبي مروان نسبة إلى عبد الملك بن مروان بن علي الأزدري المولود بإشبيلية، والذي قام بإنجاز أول جامعة دينية بالمسجد قدمت فيها العلوم العسكرية والدينية· وكان في وقت مضى يضم في جانبه السفلي ما يسمى بحديقة الرباط، والتي كانت بمثابة ناد للضباط في البحرية·
وبعد الاحتلال الفرنسي سنة 1830 حول إلى مستشفى وقد أضيف إلى بنائه الأصلي طابق علوي، كما تم فصل حديقة الرباط عن الجامع.
كما تعرض المسجد لأضرار بالغة وتم إغلاقة سنة 1964 بعد انفجار باخرة السلاح ”نجمة الإسكندرية" في الميناء، والتي أضرت بمباني المدينة القديمة المطلة على الميناء، ليعاد ترميمه وافتتاحه لاحقا·

### القصبة القديمة
تشبّه المدينة في أحيائها بأحياء القصبة بالجزائر العاصمة، وتحتوي على العديد من البيوت الكبيرة بها ساحات وحدائق وقاعات واسعة لا زالت شاهدة على الذوق المعماري ودرجة الرقي والتحضر لسكان المدينة إذ نلمس مسحة العمران الأندلسي الأصيل أما الصناعة التقليدية فلها القسط الوافر في كل ركن من البيت العنابي ونذكر منها صناعة الخزف والفخار والجلود والطرابيش والزرابي والنقش على الخشب بالإضافة إلى اللباس التقليدي الذي تتميز به المرأة العنابية كالقندورة الفرقاني إذ لا يخلو بيت عنابي واحد منها على الأقل.

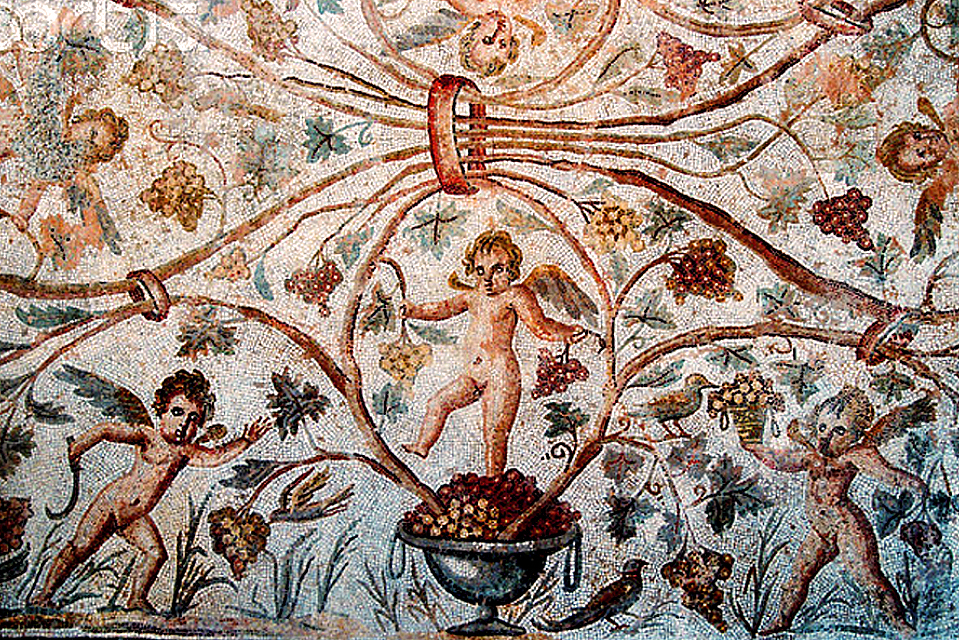
فسيفساء في متحف هيپون تمثل ملائكة في حقول العنب
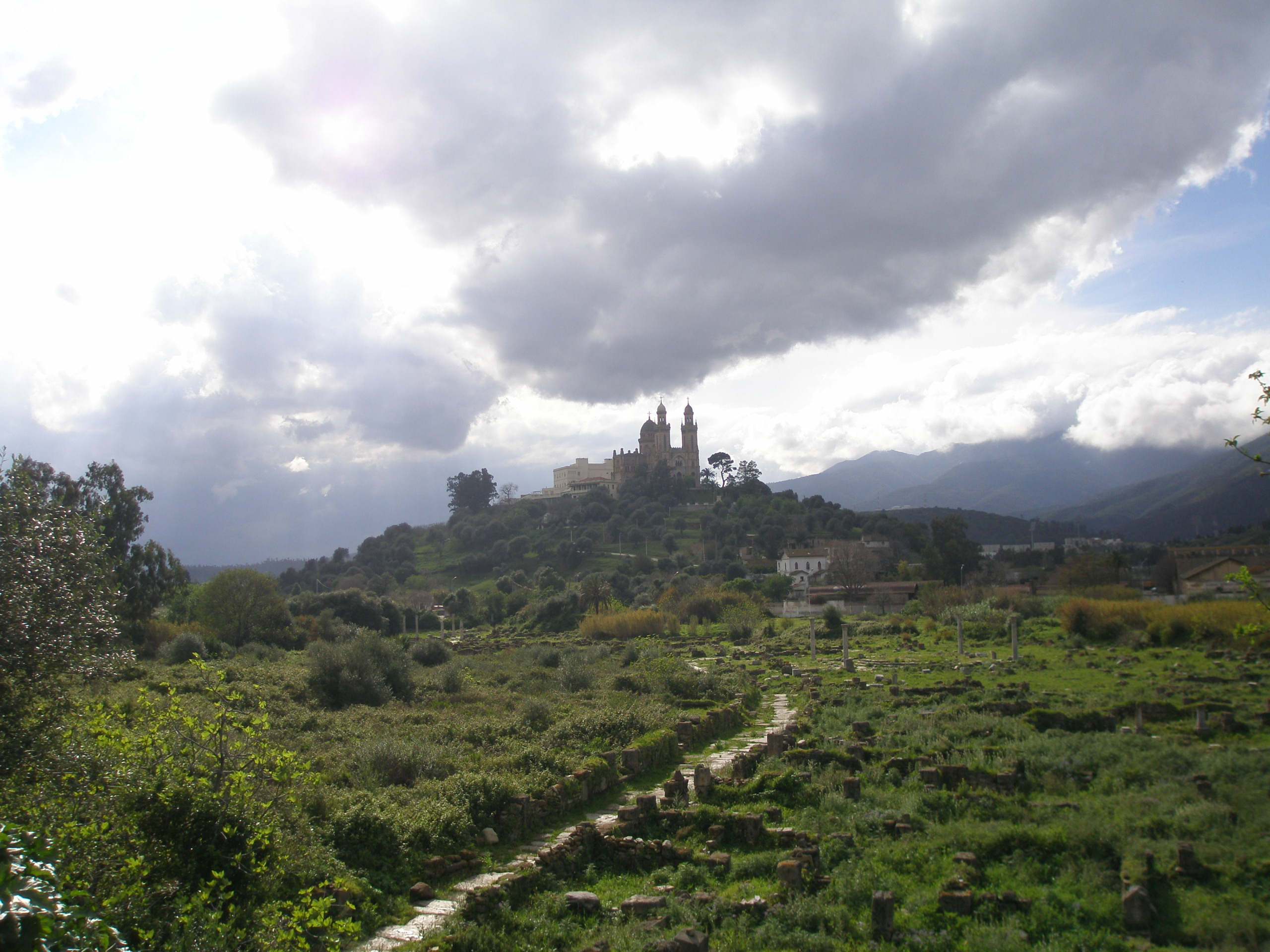
صورة للمدينة الأثرية "هيبون"، تحيط بكتدرائية أوغستين التي بنيت في القرن الخامس الميلادي.
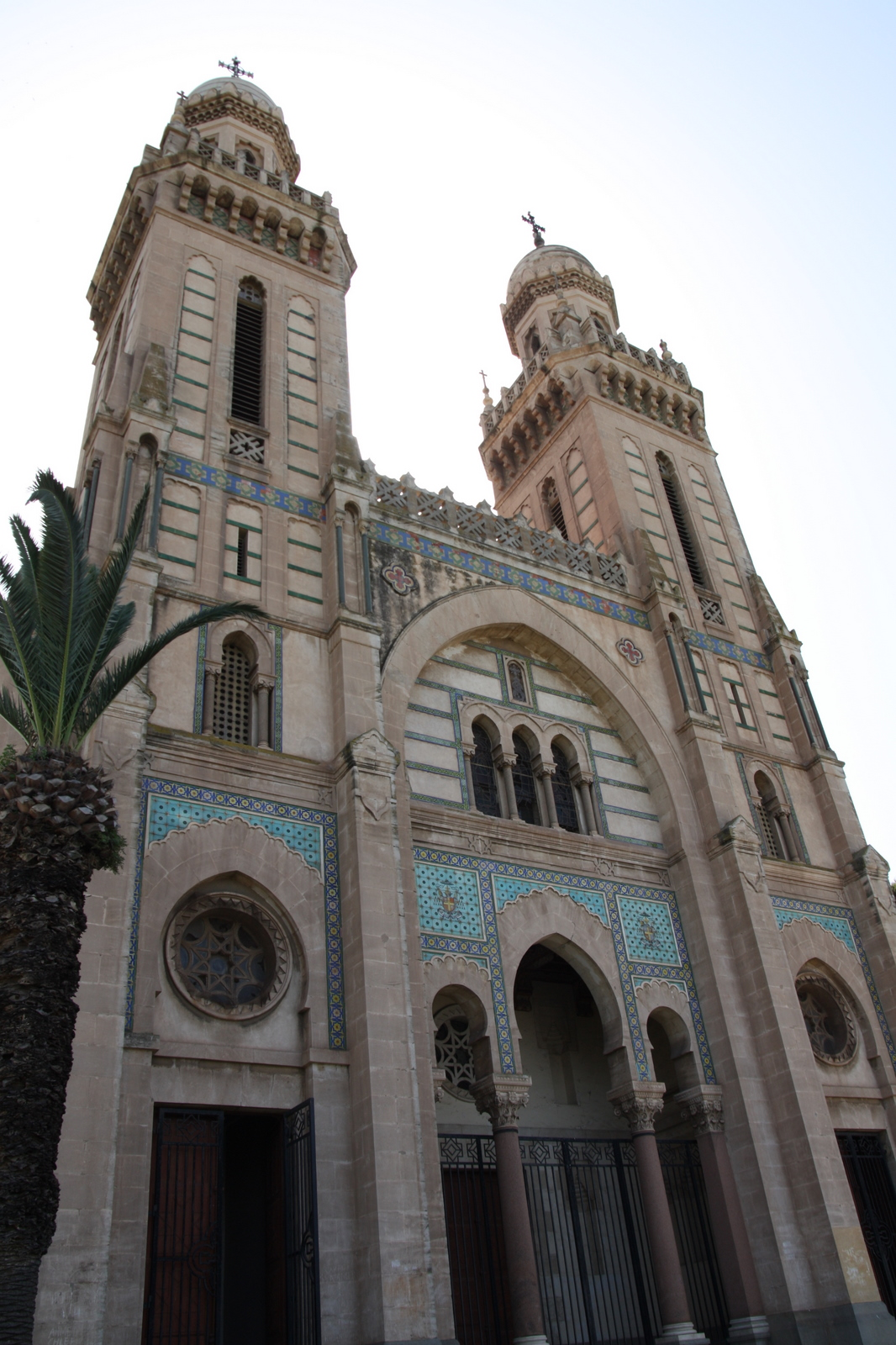
كتدرائية القديس أوغستين، بنيت في زمنه وأعيد ترميمها بالكامل أثناء الاحتلال الفرنسي.
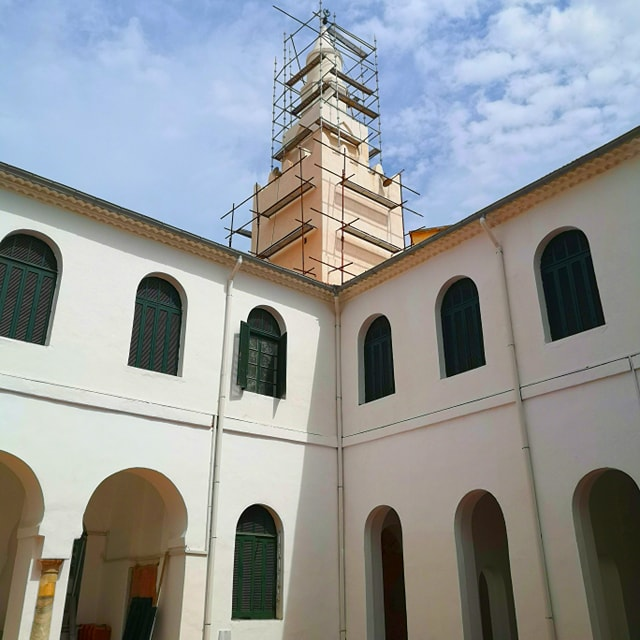
مسجد ابو مروان الشريف يعود إلى عهد الدولة الزيرية بني في 1033م
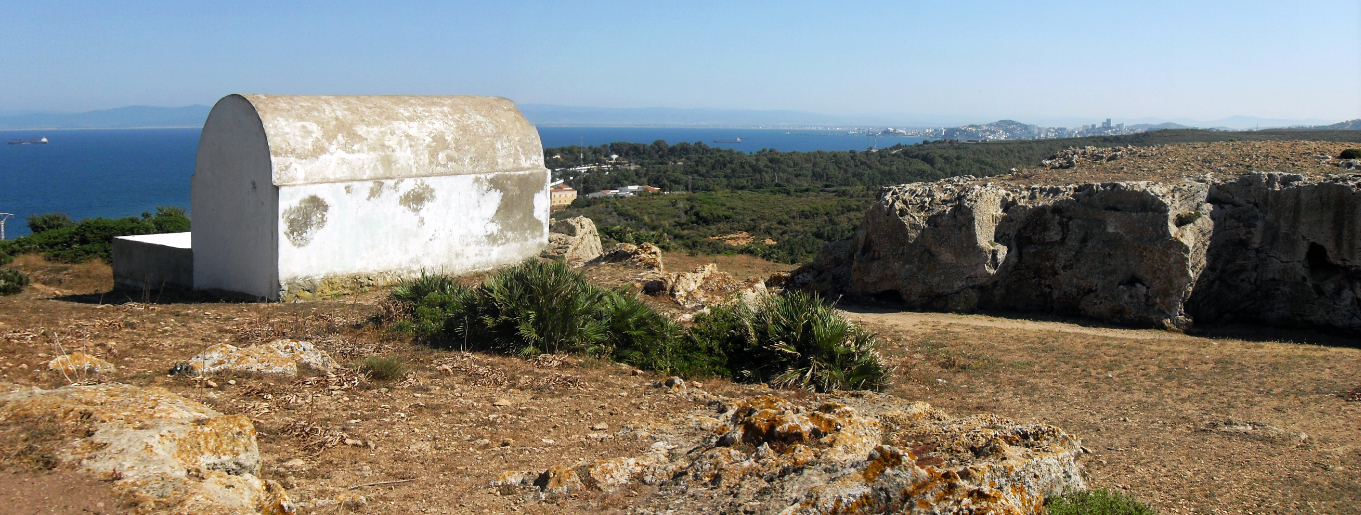
كهوف الراس الاحمر فيها اثار للانسان القديم
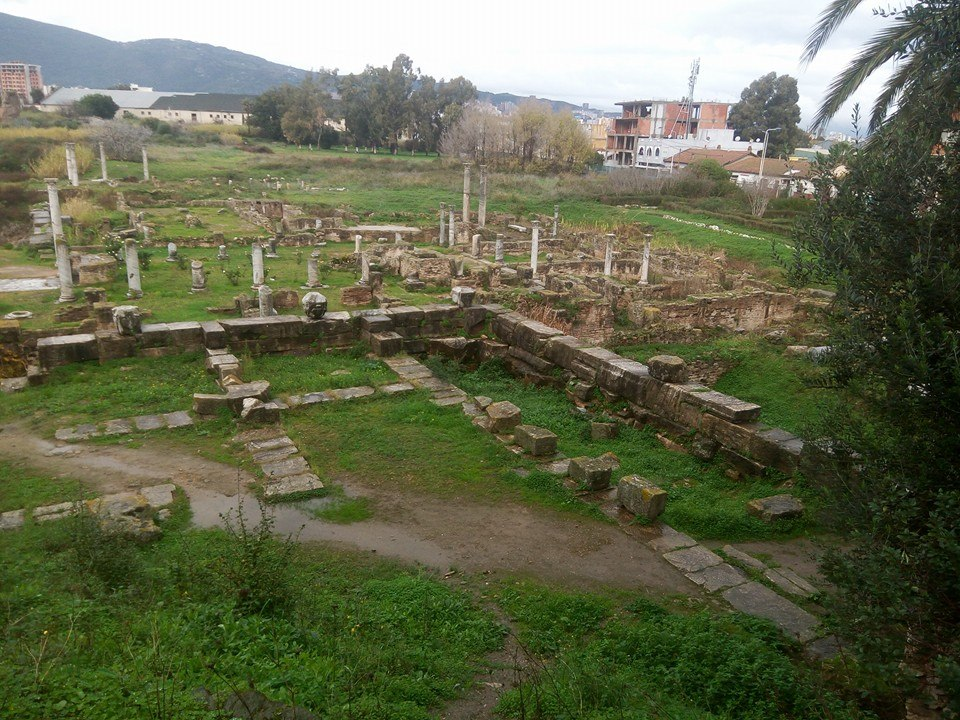
اثار مدينة هيبون
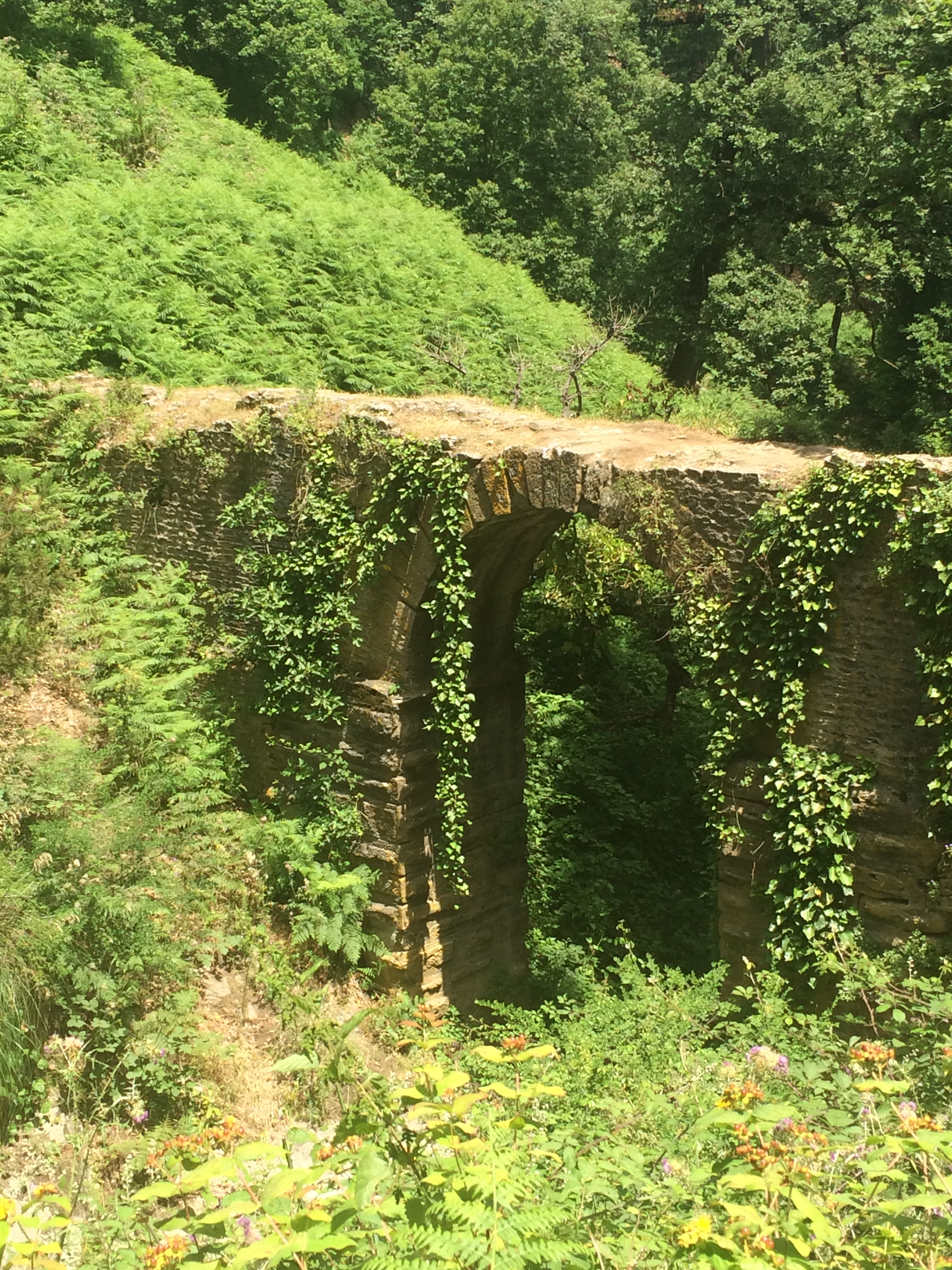
الجسر الروماني
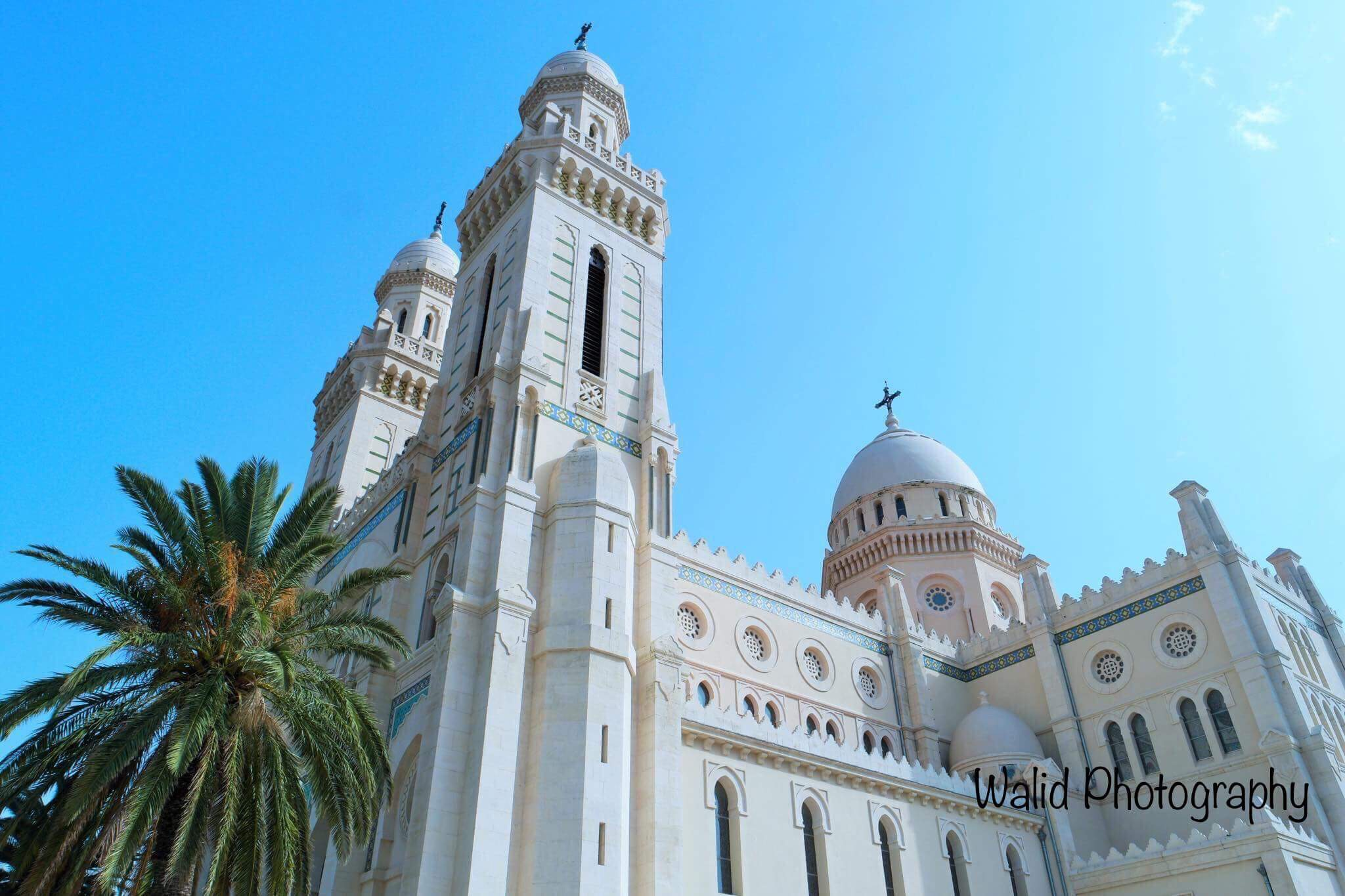
كنسية لالة بونة
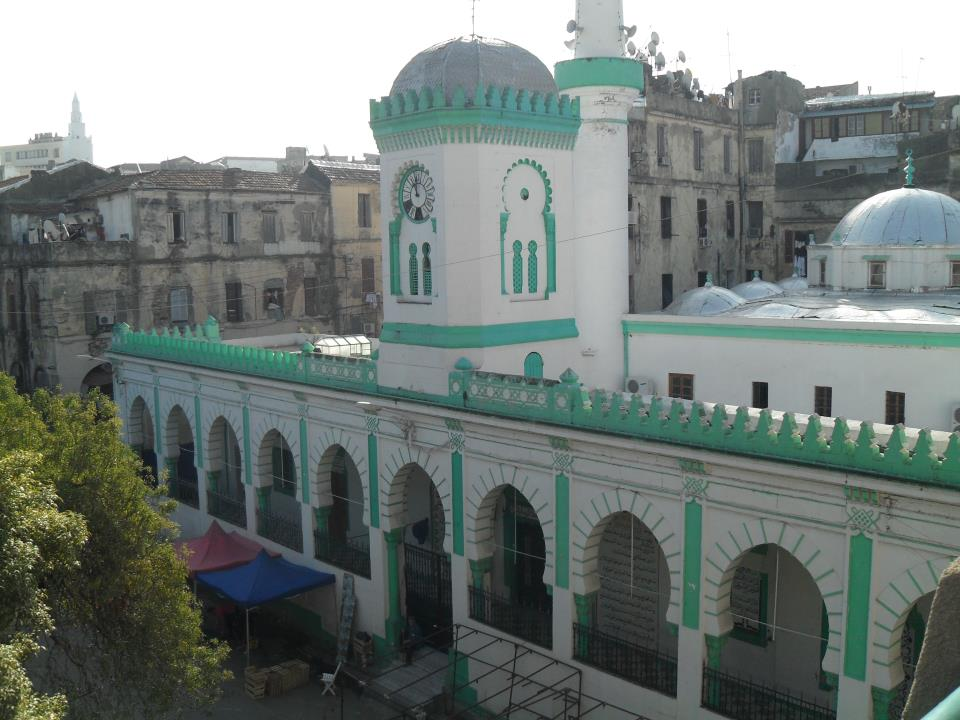
مسجد صالح باي يعود للعهد العثماني

## الحياة الثقافية والاجتماعية

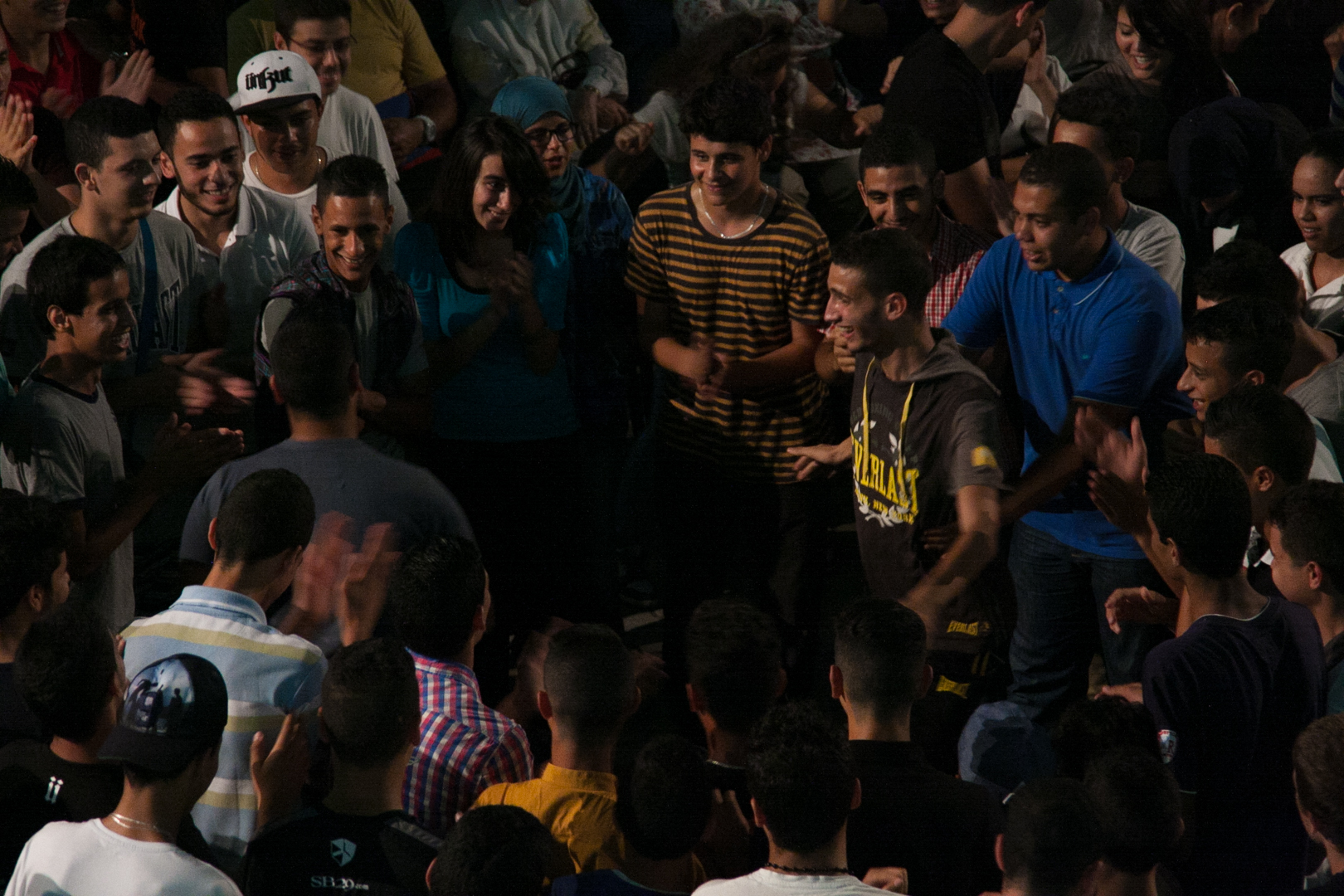
شباب يؤدون رقصلت مختلفة

تحتضن المدينة عدة مهرجانات وطنية وأخرى دولية منها:
- مهرجان اللباس التقليدي والفنون الشعبية،
- مهرجان هيبون، مهرجان الأغنية المالوفية
- إحياء الذكرى السنوية لرحيل أحد أعمدة الفن العنابي الشيخ حسان العنابي،
- مهرجان أغنية الروك، مهرجان الأغنية البدوية القصبة،
- مهرجان أغنية الراب،
- أمسيات أخرى يتمتع بها العنانبة حتى في ساعات متأخرة من الليل.

## مساجد عنابة
المسجد الكبير(عنابة)
هو مسجد كبير يعتبر ثالث أكبر مسجد في الجزائر. ويتضمن قاعة كبيرة للصلاة، تسع لـ65 ألف مصل ومدرسة قرآنية ودارا للفتوى وقاعة للمحاضرات تتسع لـ2000 مقعد ومكتبة ومركزا تجاريا وفضاءات للراحة حسب البطاقة التقنية لهذا المشروع. وسيكون لهذا المسجد، المتربع على مساحة إجمالية 9.8 هكتارات، 4 مداخل جنوب، شمال، شرق، غرب.
تضمنه العديد من المرافق الحيوية على غرار المصلى والمنارة التي يصل ارتفاعها حدود 100 متر ومحراب بعلو 20 مترا، إلى جانب مبنى للمكتبة ومبنيين للإيواء الطلبة إلى جانب مبنى مخصص للإدارة المسجد يحتوي على 10 مكاتب وقاعة للاجتماعات وأخرى متعددة الخدمات بمساحة قدرها 567 م2، ومحلات تجارية والتي هي عبارة عن محلات وقفية «حبوس» محيطة بالجامع وتتربع على مساحة 3400 م2 وتعتبر مصدر دخل للمسجد، وسكنات وظيفية مخصصة للائمة والموظفين وتتمثل في 04 فيلات و06 شقق وفيلا مخصصة للضيوف، هذا إضافة إلى موقف للسيارات على مساحة 1220 م2، وقد دأب المهتمون بتصميم مخططات المسجد على ضرورة المحافظة على الطراز العربي الإسلامي المغاربي، كما يتخلل هذا المعلم الإسلامي مساحات خضراء على مساحة 02 هكتار تتخللها سلالم عملاقة وأحواض ونافورات ذات الطابع المغاربي الأصيل، وفضاءات للراحة إضافة إلى تخصيص 04 مداخل جنوب شمال شرق وغرب حسب البطاقة التقنية للمسجد. إن حالة الانتعاش التي عرفها المشروع على غرار تهيئة الأرضية بالكامل رغم اختلاف وجهات النظر حول موقعه

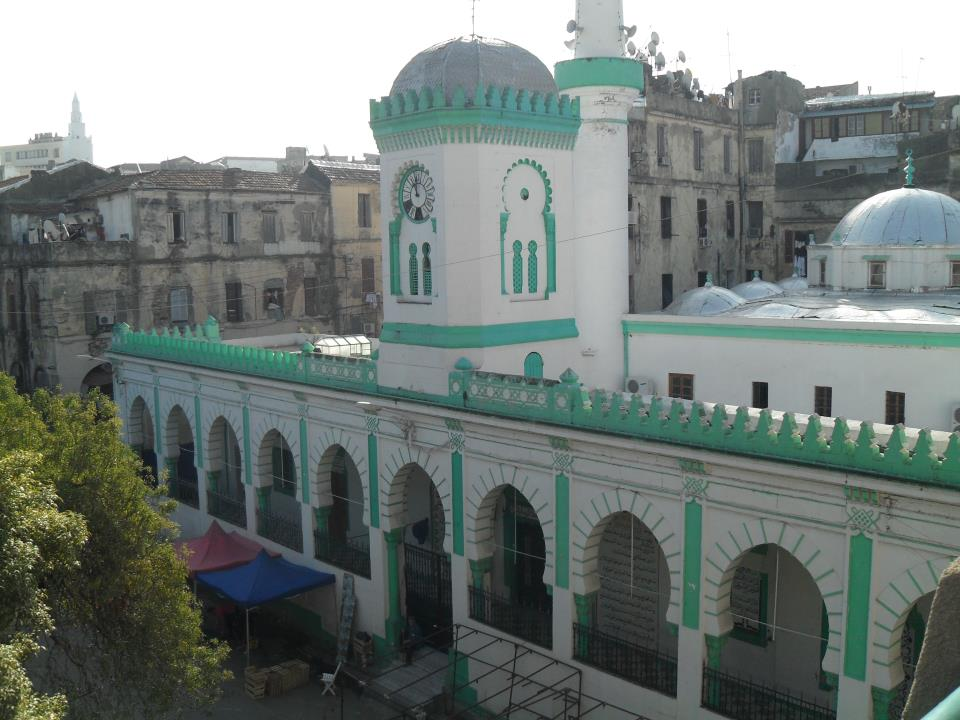
مسجد صالح باي
يتوسط جامع الباي بعنابة باحة السوافة بالمدينة القديمة بلاص دارم حيث يوجد بمحاذاة الجهة الشرقية للميناء، وبالقرب من مسجد أبو مروان الشريف، والذي لا تفصله عنه إلا بعض الأزقة الضيقة والمتلاصقة• ويعتبر هذا المعلم الديني من المساجد الأولى التي أخذت الطابع التركي الأناضولي بالجزائر مما جعل هذا المسجد العتيق جميلا ومميزا من حيث الزوايا والأبواب والأقواس المزركشة بألوان جميلة، ناهيك عن الهندسة المعمارية• أما المئذنة تنتصب على شكل هرمي مقطوع ذي قاعدة مربعة، أما تسمية هذا الجامع ترجع إلى صالح باي بن مصطفى المولود بإزمير الشرقية، والذي كان باياً على حامية قسنطينة• وهو الذي أمر ببناء مسجد في وسط المدينة بعتيقة باعتبارها آنداك محجا للعلماء ومقصداُ لدارسي القرآن، ف بلاص دارم كانت جامعًا لعلماء الأندلس بالجزائر حيث تم تدشين المسجد يوم 18 أوت 1912 إلا أن صالح باي لم يحضر التدشين بسبب انشغالاته في السياسة والحرب• إن الزائر لهذا المسجد العتيق يظهر له للوهلة الأولى كأنه اختصر المسافات وزار مساجد الأندلس العتيقة، حتى الناعورة التي تتوسط الجامع تتميز بفسيفساء فريدة من نوعها فهي مرصعة بماء الذهب الخالص، ممزوجة بزخرفة إسلامية لا نظير لها في العالم الإسلامي• ولا يزال جامع الباي بعنابة حافظ على مكوناته التي تكتتر عبق الحضارات المتعاقبة عليه•• فهو في شهر رمضان يتحول إلى فضاء ديني خاص بحلقات الذكر بتعليم القرآن ومجح لبعض علماء الأزهر والزيتونة بتونس• كما أن العديد من المصلين
يقصدونه لأداء الصلوات مثل التراويح، وهناك من العائلات العريقة تقيم فيه الحفلات الدينية وتوزيع الصدقات على المحتاجين وتقاسم الفرحة مع الأيتام•

### مساجد أخرى
يوجد في عنابة أكثر من40 مسجدا ضخما ومنها:
- مسجد الرحمة أجمل مساجد عنابة وهو يقع في حي سان كلو الشهير
- مسجد الإسراء والمعراج هو من أبرز المساجد المعروفة في عنابة بدولة الجزائر وهو متواجد في مدينة عنابة في حي المقاومة بني في التسعنيات.
- مسجد الفرقان وهو أكبر مسجد في عنابة لحد الآن قبل انجاز المسجد الكبير لعنابة الذي يعتبر ثالث أكبر مسجد في الجزائر[بحاجة لمصدر] بعد مسجد الجزائر وقسنطينة.
- مسجد الفردوس يعتبر أجمل مساجد عنابة وهو يقع في حي واد القبة الشهير
- مسجد الزبير بن العوام وهو ثان أكبر مسجد في عنابة والثالث بعد إنجاز المسجد الكبير

## أحياء عنابة
- حي جبهة التحرير الوطني، سابقا «شان د مارس»
- حي سيدي إبراهيم بالمدخل الغربي
- حي بوتياح صالح «لاسيتي أوزاس»
- تاباكوب
- الميناء
- رحبة الزرع : وسط المدينة
  - ساحة الثورة «الكور»
- المدينة القديمة «بلاص دارم»
- حي الخروبة
- حي النصر (سبع رقود)
- حي بني محافر الشعبي
- شاطئ حي النصر
- حي ميناديا
- شاطئ فلاح رشيد
- شاطئ ريزي عمر
- شاطئ الخروبة
- شاطئ رفاس زهوان
- شاطئ بلفدير
- شاطئ عين عشيروعين بن سلطان
- حي واد القبة ومتوسطة خليج المرجان
- حي بوسيجور
- حي الماجستيك
- حي بولودروم
- سانتون
- حي سيدي عيسى
- حي فال مسكورت
- حي الشرطة
- حي القمم
- حي قاسيو
- حي بني محافر
- حي الزعفرانية
- حي النجمة
- لا كولون
- حي اليزا
- حي سيبوس
- حي برمة الغاز
- حي واد فرشة
- حي الجسر الأبيض
- حي البرتقال
- حي 1276 مسكن
- حي 5 جويلية 1962
- حي 11 ديسمبر 1960 (جبانة اليهود)
- حي 13 ماي
- حي ديدوش مراد
- حي 8 مارس
- حي واد الذهب
- بوزراد حسين
- حي سيدي حرب
- حي الريم
- حي سيدي عاشور

## السكان
بلغ سكان عنابة. 570.359 شخصا وفق إحصاء سنة 2008.
| ذكور   | فئة عمرية     | إناث   |
| ------ | ------------- | ------ |
| 527    | 85 سنة وأكثر  | 770    |
| 995    | 80 إلى 84 سنة | 1٬123  |
| 1٬943  | 75 إلى 79 سنة | 2٬105  |
| 2٬612  | 70 إلى 74 سنة | 2٬975  |
| 2٬949  | 65 إلى 69 سنة | 3٬672  |
| 3٬646  | 60 إلى 64 سنة | 4٬112  |
| 5٬579  | 55 إلى 59 سنة | 5٬661  |
| 6٬535  | 50 إلى 54 سنة | 6٬716  |
| 8٬106  | 45 إلى 49 سنة | 8٬093  |
| 9٬587  | 40 إلى 44 سنة | 10٬236 |
| 10٬150 | 35 إلى 39 سنة | 10٬959 |
| 11٬007 | 30 إلى 34 سنة | 11٬177 |
| 11٬295 | 25 إلى 29 سنة | 11٬671 |
| 11٬388 | 20 إلى 24 سنة | 11٬538 |
| 11٬337 | 15 إلى 19 سنة | 11٬102 |
| 10٬090 | 10 إلى 14 سنة | 9٬782  |
| 9٬072  | 5 إلى 9 سنوات | 8٬483  |
| 10٬402 | 0 إلى 4 سنوات | 9٬772  |
| 87     | غير معروف     | 104    |

## رياضة

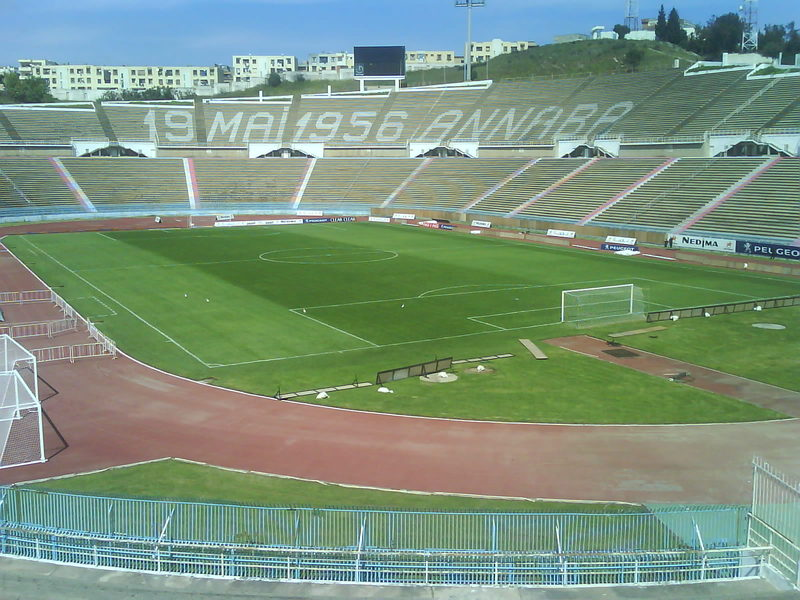
ملعب عنابة

### ملعب عنابة
ملعب 19 مايو 1956 هو ملعب كرة قدم يقع في مدينة عنابة الجزائرية. يسع الملعب لحوالي 80 ألف متفرج. يعتبر الملعب الرسمي الذي يخوض فيه نادي اتحاد عنابة مبارياته وبعض مباريات المنتخب الجزائري·

#### تاريخ ملعب عنابة
افتُتح الملعب يوم 10 جويلية 1987 بمناسبة مقابلة الجزائر 3 -1 السودان في اطار تصفيات الألعاب الأولمبية 1988. أول هدف في هذا الملعب كان للاعب المنتخب السوداني كمال محمد الذي افتتح باب التسجيل في الدقيقة 12 من المقابلة.

## النقل في عنابة

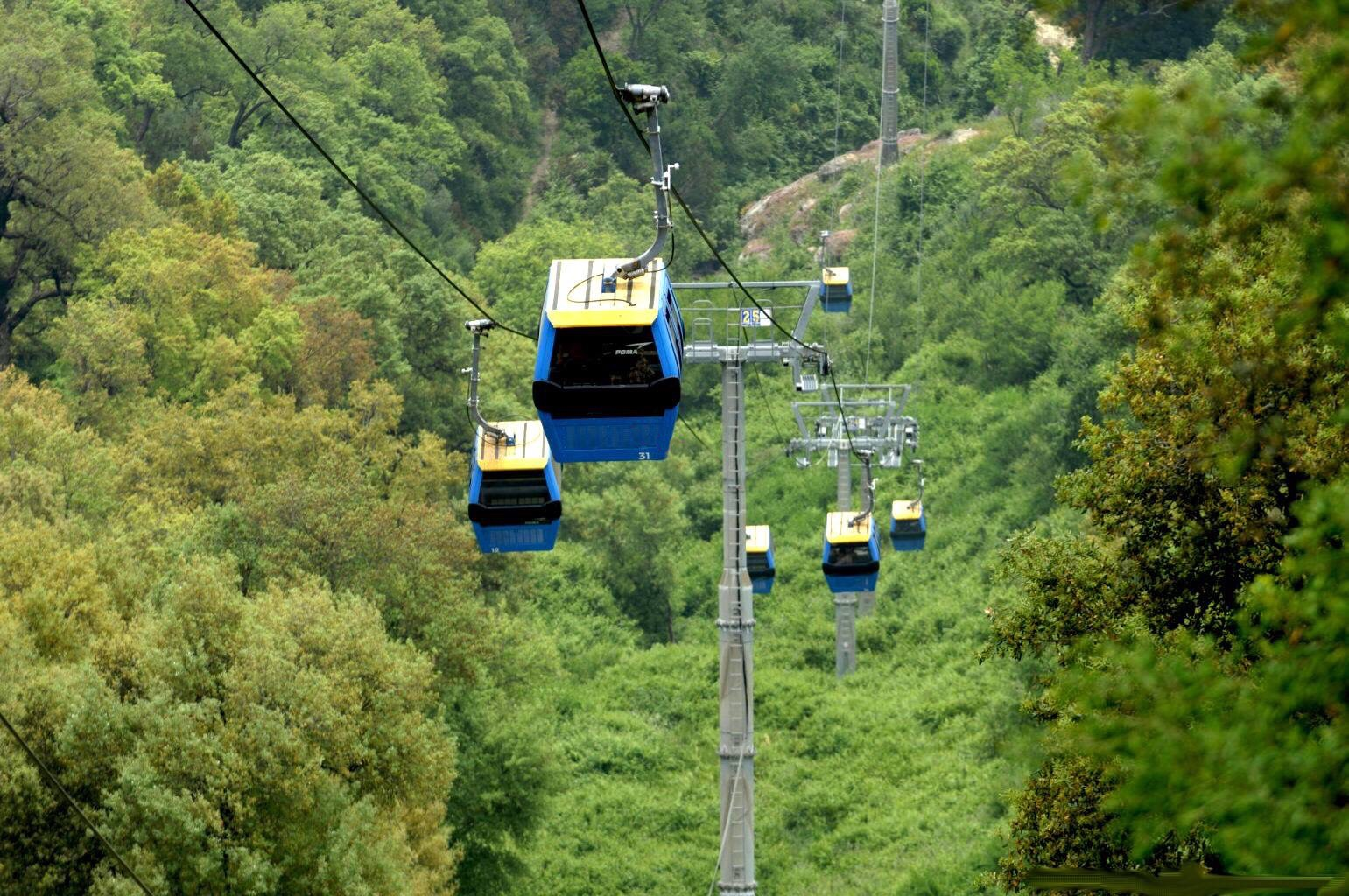
تيليفيريك عنابة

تضم مدينة عنابة حاليا محطتين بريتين للنقل بالحافلات، محطة كوش نور الدين للنقل بين البلديات ومحطة الحطاب للنقل داخل المدينة، بينما تم تحويل محطة الحافلات بين الولايات من سيدي إبراهيم إلى حي أول ماي بالبوني 04 كلم غرب المدينة كما توجد محطة لسيارات الأجرة بين الولايات بسيدي إبراهيم، وتوجد محطة للنقل بالسكك الحديدية بجوار الميناء حيث تضمن رحلة يومية إلى الجزائر العاصمة، أما النقل بالطائرات فيوجد مطار رابح بيطاط 10كلم جنوب شرق المدينة باقليم بلدية البوني.
تعتبر مدينة عنابة متخلفة نسبيا في ميدان النقل حيث لم يتم تنفيذ أية مشاريع كبيرة منذ عشرات السنين من بينها مشروع الترامواي بخلاف مدن أصغر وأقل أهمية وهي تعاني من ازدحام مروري في عدة نقاط من بينها مدخل سيدي إبراهيم، ساحة الثورة، بجوار محطة القطار، محيط سوق الحطاب، المحول الدائري الجسر الأبيض وهذا يعود إلى جمود في انجاز الجسور وتوسيع الطرق واعتماد حلول خاطئة كانشاء أنفاق ضيقة وسيئة الإنجاز رغم أن المدينة منخفضة وأرضها مشبعة بالماء مقابل تضخم عدد السيارات وأيضا تمركز الادارات والمستشفيات والشواطئ بالجهة الشمالية للمدينة.

### ترامواي عنابة
ترامواي عنابة هو مشروع نظام النقل العام حاليا في عنابة في الجزائر. ومن المقرر خطين، الأول مع 22 محطة، والثانية مع 12 محطة.
يجب أن يبدأ السطر الأول من شمال عنابة في القبة قبل أن ينضم إلى مدينة ميناديا ومقر الولاية ومحطة SNTF، حيث ستدخل حيز المراسلات مع الخط الثاني، ثم ستستمر خط غربا إلى مدينة 400 ثم السكن ينبغي الانضمام البداري جنوب محطة ولها جامعة البوني(مراسلات مع خط 2).
ومن المتوقع السطر الثاني من جامعة البوني (مراسلات مع خط 1) قبل عبور بلدية البوني ثم تتجه شمالا للانضمام إلى محطة SNTF عنابة (مراسلات مع خط 1) وأنجزت في ميناء عنابة.
تمتد خطوط ترامواي عنابة عبر أربعة قطاعات متمثلة اساسا في “واد القبة - كوش نور الدين “، « كوش نور الدين - حديقة التسلية “، “حديقة التسلية - بلدية البوني”، “بلدية البوني - كوش نور الدين”، كما اقرت الصيغة الشبه النهائية للمشروع بان يمر الترامواي عبر 34 محطة على مسافة 21,88 كيلومترا بحيث ينطلق من حي واد القبة مرورا بشاطئ ريزي عمر، 28 جانفي 1957،حي باتريس لوممبا، حي مناديا،1 نوفمبر 1954،مقر الولاية، شارع فيكتور هيجو، ومنه إلى ما قبل الميناء، مرورا بمحطة SNTFF وصولا إلى كوش نور الدين ثم من بوزراد حسين، إلى ديدوش مراد، عبورا بمفترق طرق غرب، حي 1276 مسكنا، حي 400 مسكن، حي الريم، بوحديد، حي 5 جويلية 1962، سيدي عاشور، وصولا إلى حديقة التسلية والتي يتفرع منها خطان، حيث يمر الترامواي عبر الخط الأول بالإقامة الجامعية بالبوني ومحطة « Multimodale » فيما يمر عبر الخط الفرعي الثاني بحي بيداري مرورا بجامعة البوني، مستشفى البوني، البوني غرب، البوني مركز ومنه إلى البوني الشرق وصولا إلى الطريق الوطني رقم 166 وفي نفس المسار يمر بلاكومب، حي سيبوس، سيدي براهيم ثم يتوقف عند محطة كوش نور الدين، وفيما يتعلق بعدد الركاب ذكرت الدراسة بان الترامواي سيضمن نقل 13 ألفا و950 راكبا في الساعة، فيما يتوقع بلوغ عدد الركاب 711 مليون شخصا في العام

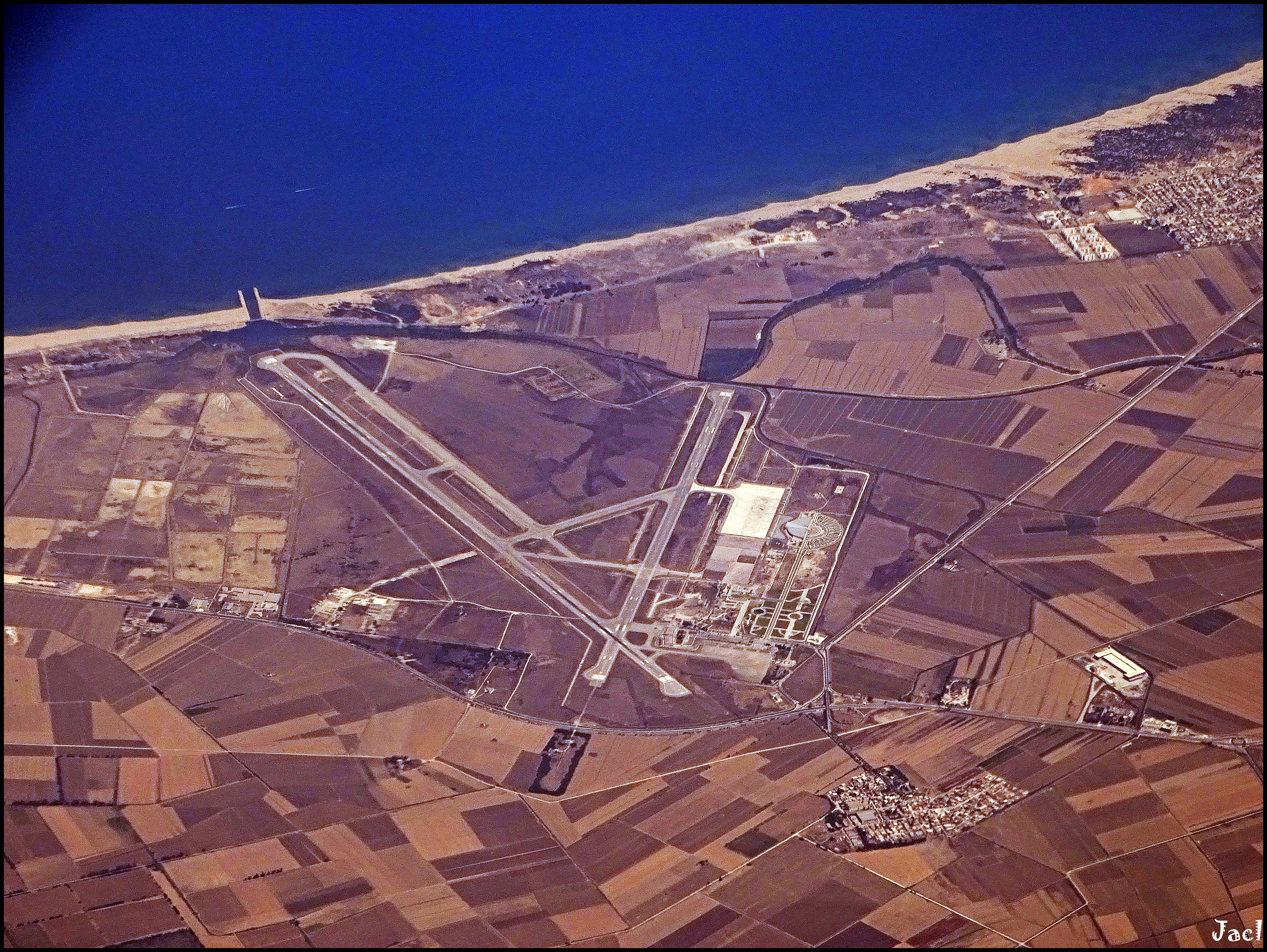
صورة جوية لمطار عنابة الدولي صنف أ

### مطار عنابة
مطار عنابة أو مطار رابح بيطاط أو كما كان يعرف بمطار الملاح، (إياتا: AAE، إيكاو: DABB) هو مطار دولي يقع 9 كلم جنوب ولاية عنابة شرقي الجزائر، وسمي نسبة للرئيس الجزائري الأسبق رابح بيطاط (1978-1979).يتميز بنشاطه الدائم. فهو يعتبر من أكبر مطارات الجزائر.تم ترميمه حديثا فاكتسا حلة زجاجية جعلته رمزا لابهار الناس.
يتوفر المطار الجديد على جميع المؤهلات والمعدات الحديثة التي أنجزت بطريقة جعلته يرقى إلى مستوى المطارات الدولية ومحلات تجارية راقية تعرض ماركات ذات جودة عالية في خدمة الزبائن إضافة إلى فضاءات لعرض المنتجات الصناعية التقليدية. إلى جانب توفره على كافة المرافق الضرورية لضمان خدمة المسافرين كمراكز خدمات الهاتف والأنترنت ووكالات كراء السيارات إضافة إلى تزويد المطار الجديد مرافق صحي لضمان خدمة المسافرين داخل وخارج الوطن.

### محطة عنابة للسكة الحديد
محطة عنابة هي محطة للسكك الحديدية في المدينة الجزائرية عنابة، في ولاية عنابة. وهي تقع في أطراف المدينة على طريق القالة وبالقرب من محطة محطة العبارات والحافلات.

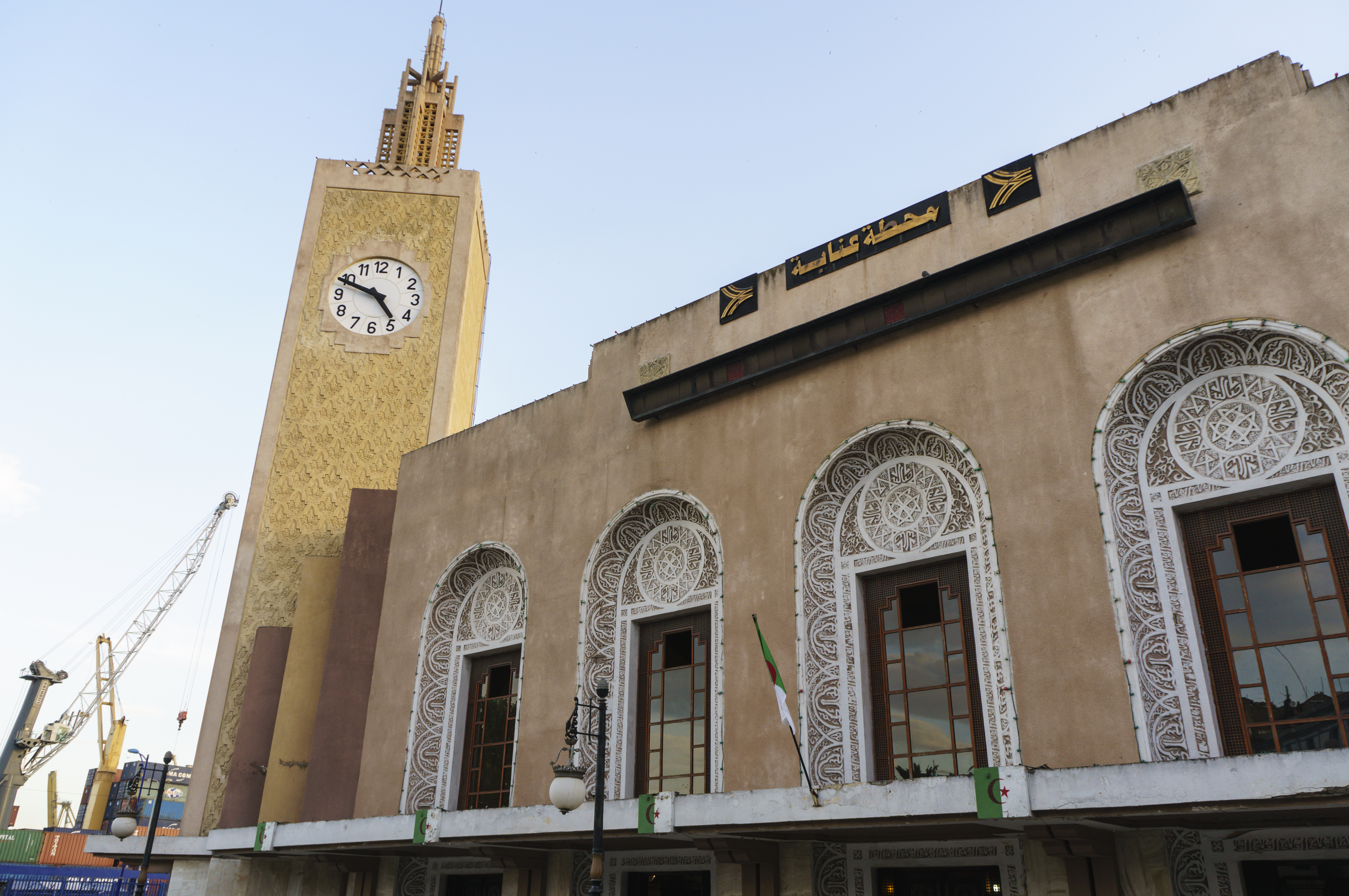
محطة عنابة

### خدمات نقل الركاب
وهي محطة إقليمية تديرها SNTF، وتقدم الخروج إلى سوق أهراس، تبسة، سيدي عمار (قطارات) ومن الجزائر العاصمة.

### محطة حافلات عنابة
أنجزت خارج النطاق الحضري للمدينة بمكان منعزل قرب حي أول ماي بالبوني. سمح المحطة البرية باستقبال نحو 3 مليون مسافر سنويا مع توفير كامل الظروف الجيدة سواء بالنسبة للمغادرين أو القادمين من ولايات أخرى إلى عنابة، فيما يتعلق بقاعات الانتظار وحجز الأماكن وخدمات أخرى كالإطعام ومصلى، وكذا تجنيد أعوان في كل الأوقات للسهر على أمن وسلامة المسافرين داخل المحطة، في ظل النشاط المكثف للمنحرفين بمحطات المسافرين لاستهدافهم الركاب وسرقة أغراضهم.و المحطة البرية ستخصص للحافلات العاملة على الخطوط الطويلة، ومن شأنها استقبال 3 ملايين مسافر سنويا وبطاقة استيعاب تفوق 1300 حافلة يوميا، بتكلفة مالية تناهز 180 مليار سنتيم.

### ميناء عنابة
هناك أكثر من ألفي سنة ولد ميناء عنابة عند مصب وادي سيبوس. هذا هو المكان الذي اختار الفينيقيون والبحارة والتجار، لإقامة نظام مضاد لتبادل حمولتها من الذهب والفضة والأقمشة الحريرية من الشرق ضد منتجات سواحل أفريقيا·

#### التاريخ
تم عام 1837 تهيئة ميناء يتكون من : مرفأ خارجي وحوض صغير و حوض الكبير و رصيف وميناء صيد صغير. في بداية الخمسينيات ، وبفضل رواسب منجم عين أم الرخاء (برحال) و الونزة وجبل الكويف أصبح أول ميناء تعدين في البحر الأبيض المتوسط. مع تطور الزراعة في سهل عنابة ، أصبح ميناء التصدير الرائد في الجزائر. في أعقاب الاستقلال ، تم تطوير ما يقرب من 20 هكتارًا بجانب البحر بالتزامن مع تقدم النشاط الاقتصادي والصناعي في المنطقة.
```
 ومع ذلك ، كانت الانطلاقة الحقيقية مع إنشاء 
مركب الحجار للحديد والصلب
 في عام 1965 وتأسيس العديد من شركات الإنتاج العامة الأخرى كفيروفيال و 
أسميدال
 .كانت هناك  حرية الموانئ  والاحتكارات و براءات الاختراع  مفتوحة. كان التجار و أصحاب السفن عند بوابات أوروبا والشرق الاوسط و إفريقيا مع صادرات المواد الخام والقطن والتبغ والنبيذ والطماطم والحمضيات. كانت ترسو كل عام  في الميناء مئات السفن الكبيرة والمتوسطة والصغيرة.
  توقف الدخول إلى ميناء عنابة بشكل مفاجئ بسبب أزمة الاقتصاد الوطني نهاية الثمانينيات . وفي عام 1998 حاول الميناء اللحاق بالركب على الرغم من أن القاعدة الصناعية الوطنية ، فخر المدينة ، قد تضررت بشدة مع إغلاق غالبية الشركات وخصخصة البقية فقد تم الاستحواذ على مرافق الميناء بما في ذلك محطة الحاويات. وقد تم إنفاق عشرات الملايين من الدنانير في السنوات الأخيرة على عمليات مختلفة شملت توسيع ميناء الصيد ودراسات لبناء ميناء آخر .
تقرر على مستوى شركة ميناء عنابة إجراء دراسة تعيد تكوين كل شيء في رؤية عالمية للميناء باستراتيجيات تستند إلى قواعد التجارة الجديدة واقتصاد السوق.
يوفر الميناء حوالي 5000 وظيفة ، منها 2000 إلى 3000 بشكل مباشر والبقية  بشكل غير مباشر في منصات المواد الاولية والصلب والنقل والخدمات اللوجستية .تم اعداد العديد من الدراسات بهدف تطوير تأثير منطقة الميناء الإقليمي والوطني والدولي. سلطت هذه الدراسات الضوء على تحديات مواجهة المنافسين الشرسين في البحر الأبيض المتوسط وأفريقيا والشرق الأوسط. وبالمثل ، فإن تطوير الأرصفة الشمالية والجنوبية سهل قدوم المصدرين والمستوردين الرئيسيين الذين يرغبون في توسيع السوق الأوروبية دوليًا .
ساعد إنشاء أنشطة ذات قيمة مضافة مثل الحوسبة  إدارة خدمات الموانئ ، حيث مكنها من الشروع في خطة تطوير وفتح السوق. استثمرت شركة ميناء عنابة  بشكل كبير في نشر الحاويات والرافعات القادرة على تفريغ مجموعة كبيرة من الحاويات. حيث استخدمتها لتطوير أنشطة أعمالها بشكل أكبر و هي تواصل اتخاذ الإجراءات التي تهدف  إلى مزيد من الدقة والشفافية في الإدارة.
```

#### أداة الترقية
```
كان التطور النوعي للحركة في طليعة اهتمامات الشركة. بدأت الترقية قبل 3 سنوات بالاستثمار في شراء معدات  وهياكل متطورة  مثل محطة الحاويات  وإعادة تأهيل المباني والمحطة البحرية لمواجهة تحديات العولمة الحتمية في ظروف جيدة. تم استئناف الأنشطة على أرصفة عنابة لتتجاوز 4.5 مليون طن  وهو مستوى النشاط المسجل عام 2005.
```

يبرز التطور النوعي من خلال ارتفاع بحوالي 13٪ في فئات البضائع العامة والمختلفة مقارنة بمعظم المواد الصلبة والسوائل في مراجعة الأعمال في العام الماضي.ارتفعت صادرات الفوسفات بعد اضافة 775000 طن بزيادة 2 ٪ مقارنة ب 2005.

## الاقتصاد

### السياحة

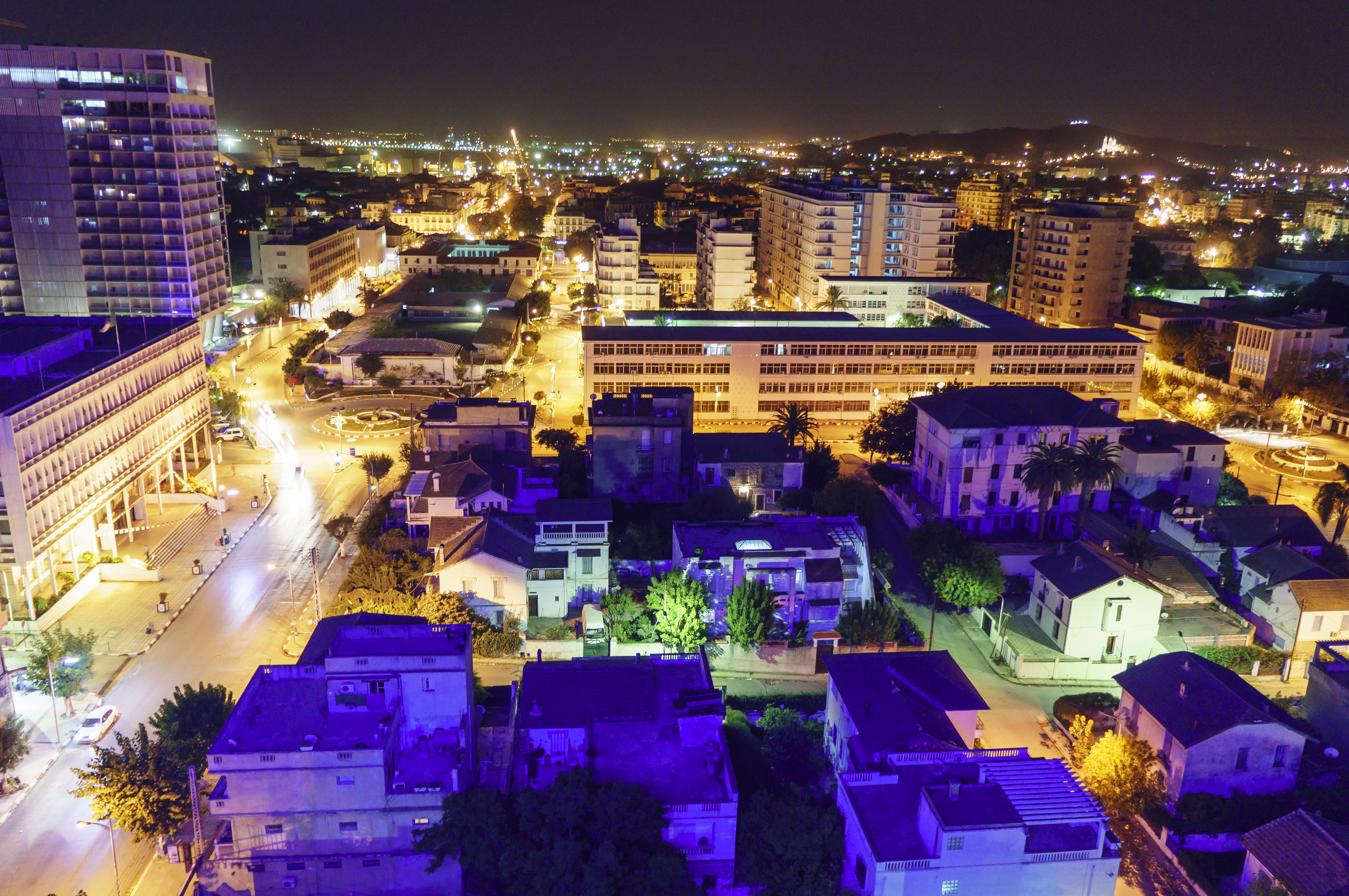
عنابة ليلا

جوهرة المتوسط عنابة وبحكم موقعها الجغرافي الممتاز وتربعها على شريط ساحلي بحري بواجهة تقدر بحوالي 80 كلم، تتسم بتنوع تضاريسها مما جعلها قبلة للسياح للتمتع بأشعة الشمس وصفاء المياه والاسترخاء على رمالها الذهبية. فالشمس هنا تشرق باكرا وينعكس جمالها على المدينة عند المغيب الأرض خضراء بغطاء نباتي متنوع وسماء زرقاء زرقة مياه البحر الدافئة، إذ كان وما زال المكان حلم كل سائح أسير قلبه لجمالها. ولعل من ضحايا هذا الأسر الدكتور والكاتب الجزائري عز الدين ميهوبي حين قال:عنابه مدينة كلما امتدت في الزمن كلما زادت صغرا وطفلة حسناء[بحاجة لمصدر]. ويضم الساحل العنابي خمس عشرة شاطئا للسباحة والاستجمام تتميز بروعتها وجمالها ومن أهم هذه الشواطئ نذكر: المنظر الجميل، خروبة، رفاس زهوان إضافة إلى الشاطئ المتميز «لافونتان رومان» مرتعا للمصطافين أين يقضون أوقات الحر مستمتعين بنقاوة الهواء ونعومة الرمال. وكيف لنا أن نجد سرايدي أين يتربع قصر المنتزه وسط غابة كثيفة. وتحتوي عنابة على مرافق سياحية جندت لخدمة السياح كمؤسسة التسيير السياحي لمدينة عنابة بالإضافة إلى عدة فنادق كالمنتزه. شيراطون عنابة، فندق سيبوس الدولي، فندق صبري، الماجستيك، ريم الجميل، وكذا عدة مطاعم مصنفة وأخرى تقدم أطباقا محلية.

جوهرة المتوسط عنابة
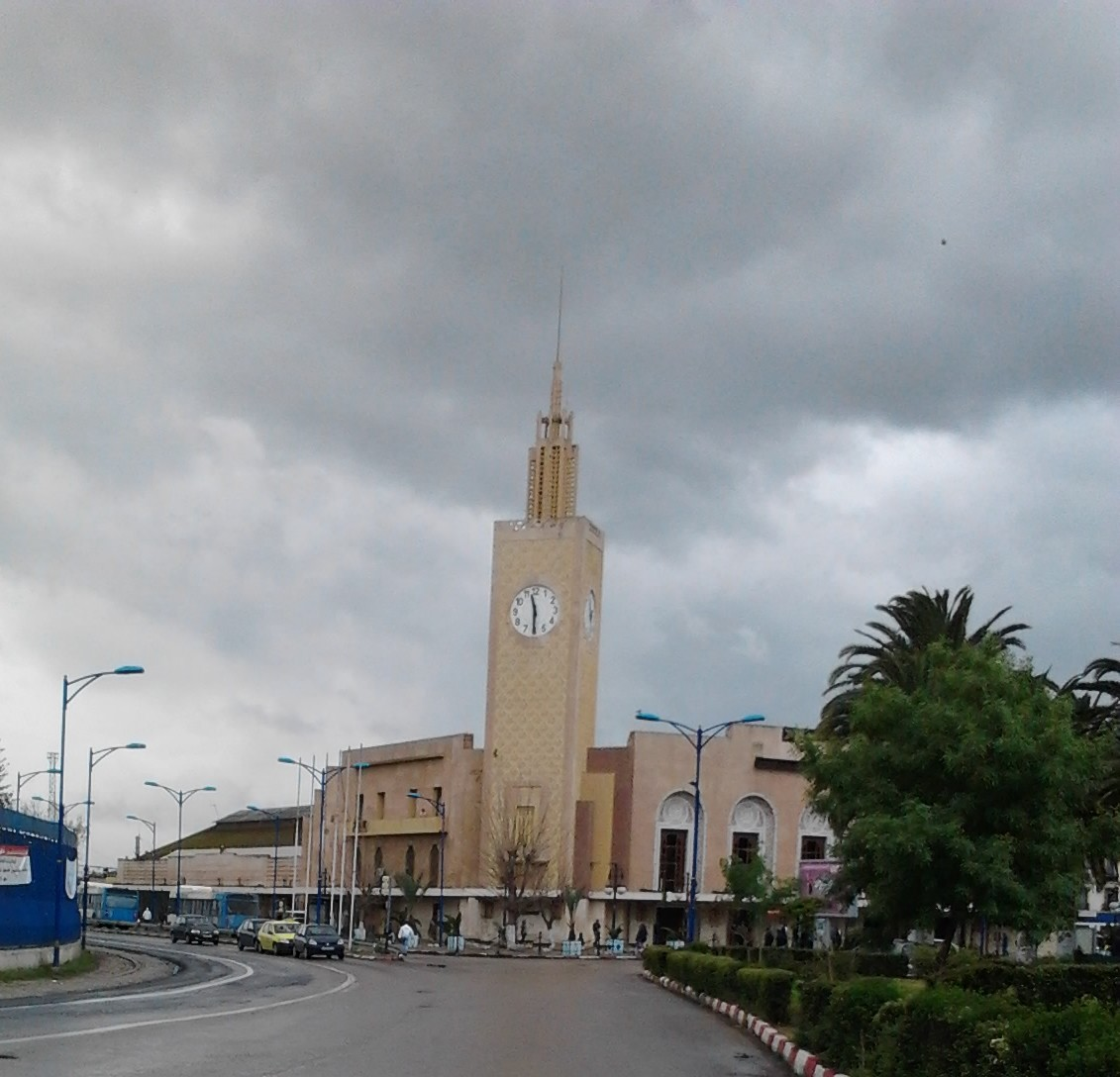
محطة قطار عنابة
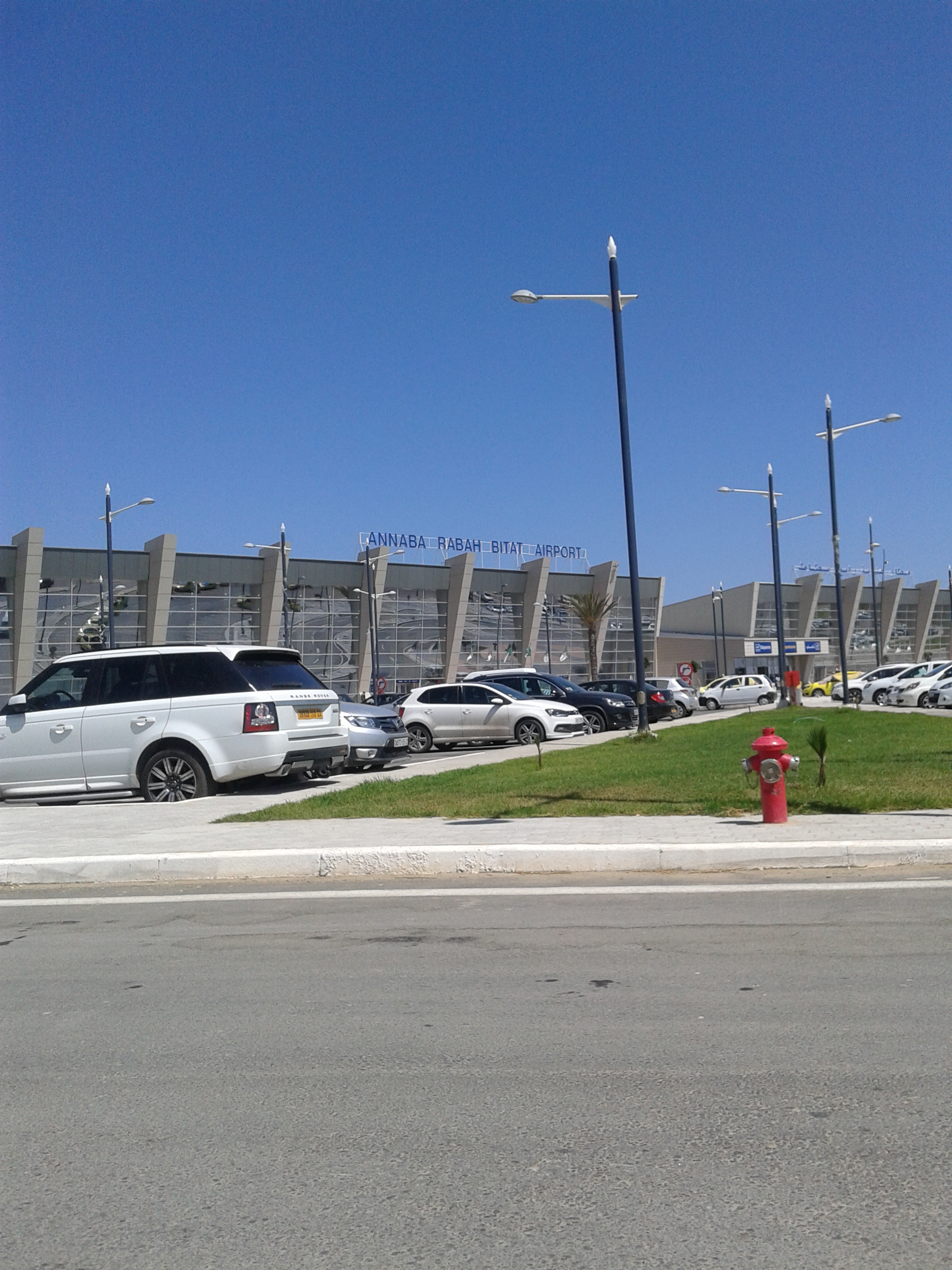
مطار عنابة - رابح بيطاط
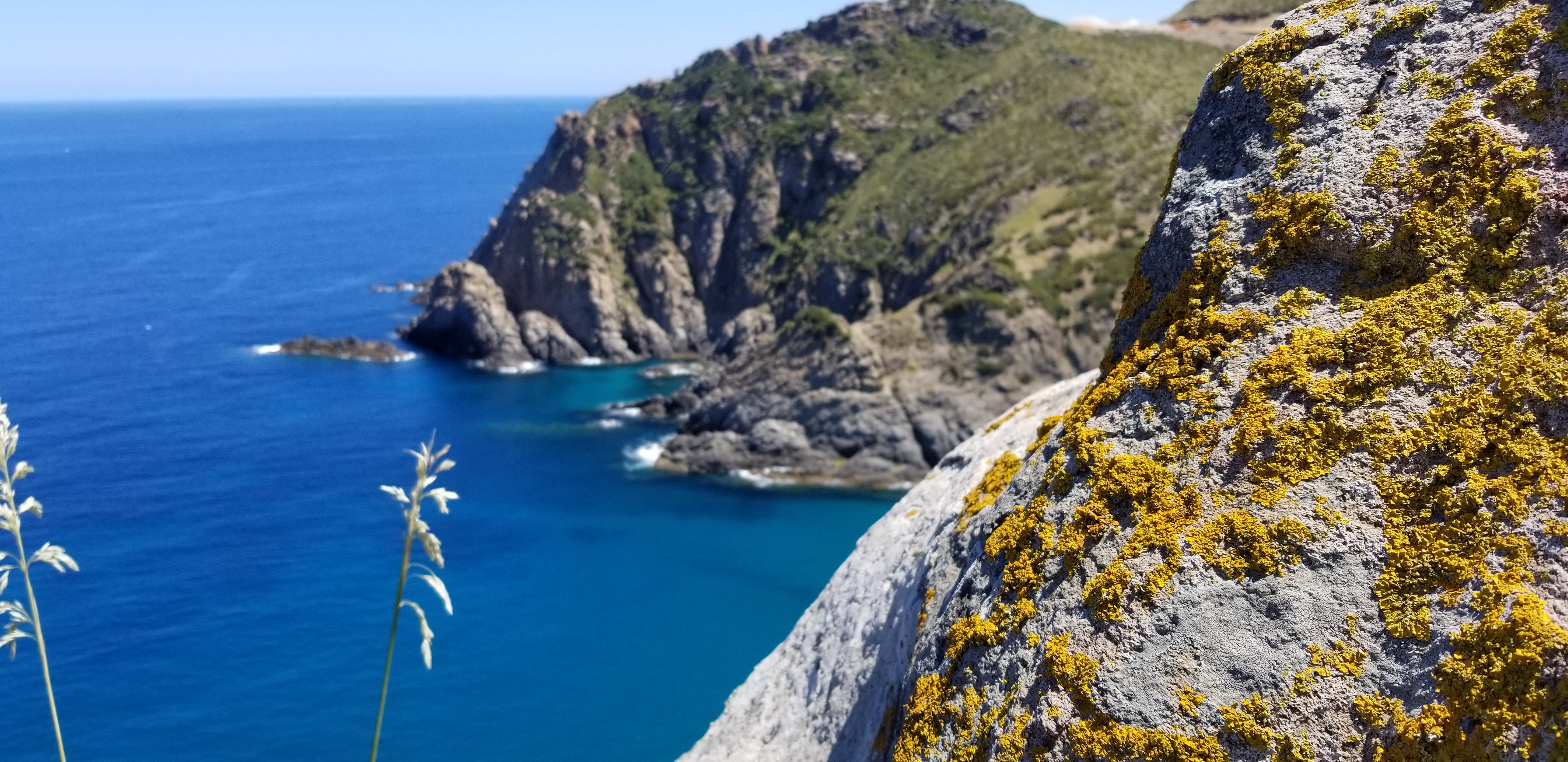
كورنيش عنابة
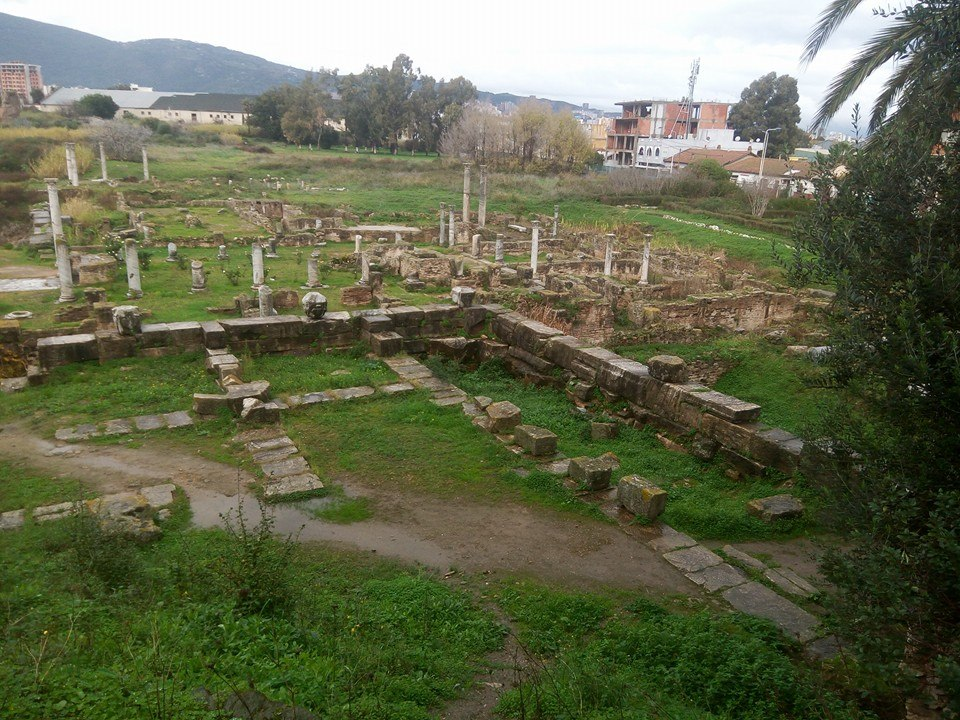
مسرح عز الدين مجوبي الجهوي
مدينة الالعاب فاروق لاندمدينة الالعاب فاروق لاند

### فنادق عنابة

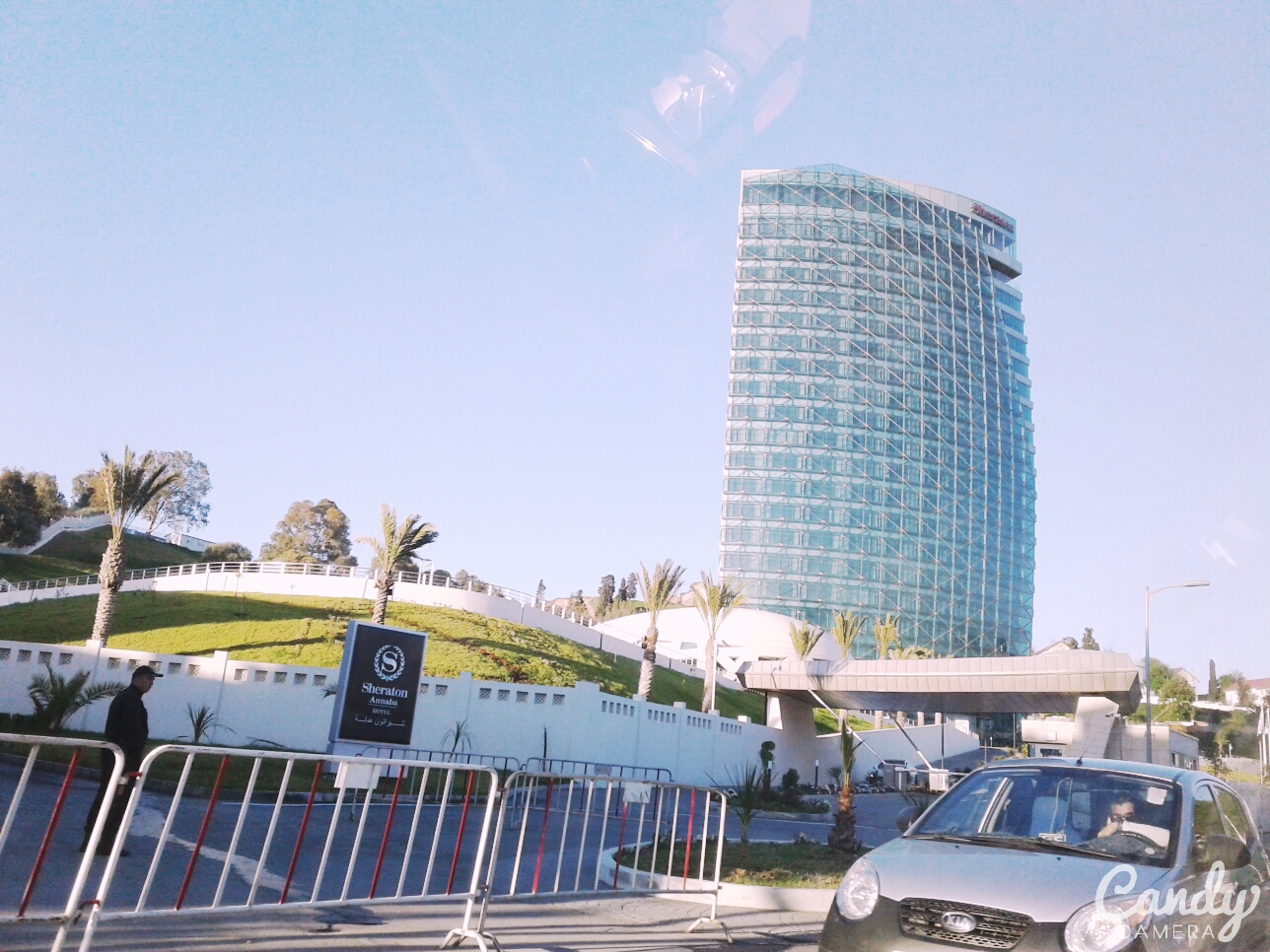
شيراطون عنابة

لمدينة عنابة فنادق عديدة منها:

#### فندق الشيراطون عنابة
هو فندق 5 نجوم يحمل العلامة الفندقية العالمية الشيراطون، التابعة لمجموعة ستاروود العالمية للفنادق والمنتجعات التي تعتبر واحدة من الرواد العالميين في مجال الفندقة والترفيه.
يتواجد في وسط مدينة عنابة على بعد 14.7 كم من مطار رابح بيطاط الدولي ويقابل الفندق ضفاف البحر الأبيض المتوسط ويطل على ميناء عنابة التجاري، كما يعتبر فندق شيراطون عنابة استثمار عمومي مُجسد من طرف شركة الاستثمار الفندقي العمومية التي ساهمت بقطعة الأرضية مساحتها وبكلفة إنجاز تقدر بـ73 مليار دج.
يعتبر فندق شيراطون عنابة المُختص في سياحة الأعمال تُحفة هندسية فخمة وذات تصميم انسيابي عصري خلاب مُختلف ومُميز عن البنى التحتية لمدينة عنابة المُتوسطية، وقامت شركة فابريس وشركائه الإيطالية بتصميم الهندسة المعمارية للفندق.
يحتوي الفندق على 201 غرفة و16 جناح، منها جناح رئاسي، تطل جميع غرف النزلاء على البحر والمدينة ويتوفر فيها كل الخدمات العصرية، كما يتوفر الفندق على مطعمين وحانة ومركز لللياقة البدنية والعناية الصحية، ومسبح وساونا.

#### أبراج بلفدير
وهي أبراج خمسة تقع بوسط مدينة عنابة في حي القمم.يبلغ طولها حواي 90 مترا.تطل على البحر و خليج عنابة.ويمكن القول انها مركز عنابة.يعد من اعلى ابراج عنابة والجزائر. بنته فرنسا في الاحتلال.يتميز بجماله وطوله.يقع بالقرب من الراذار وكورنيش عنابة و فندق الشيراطون

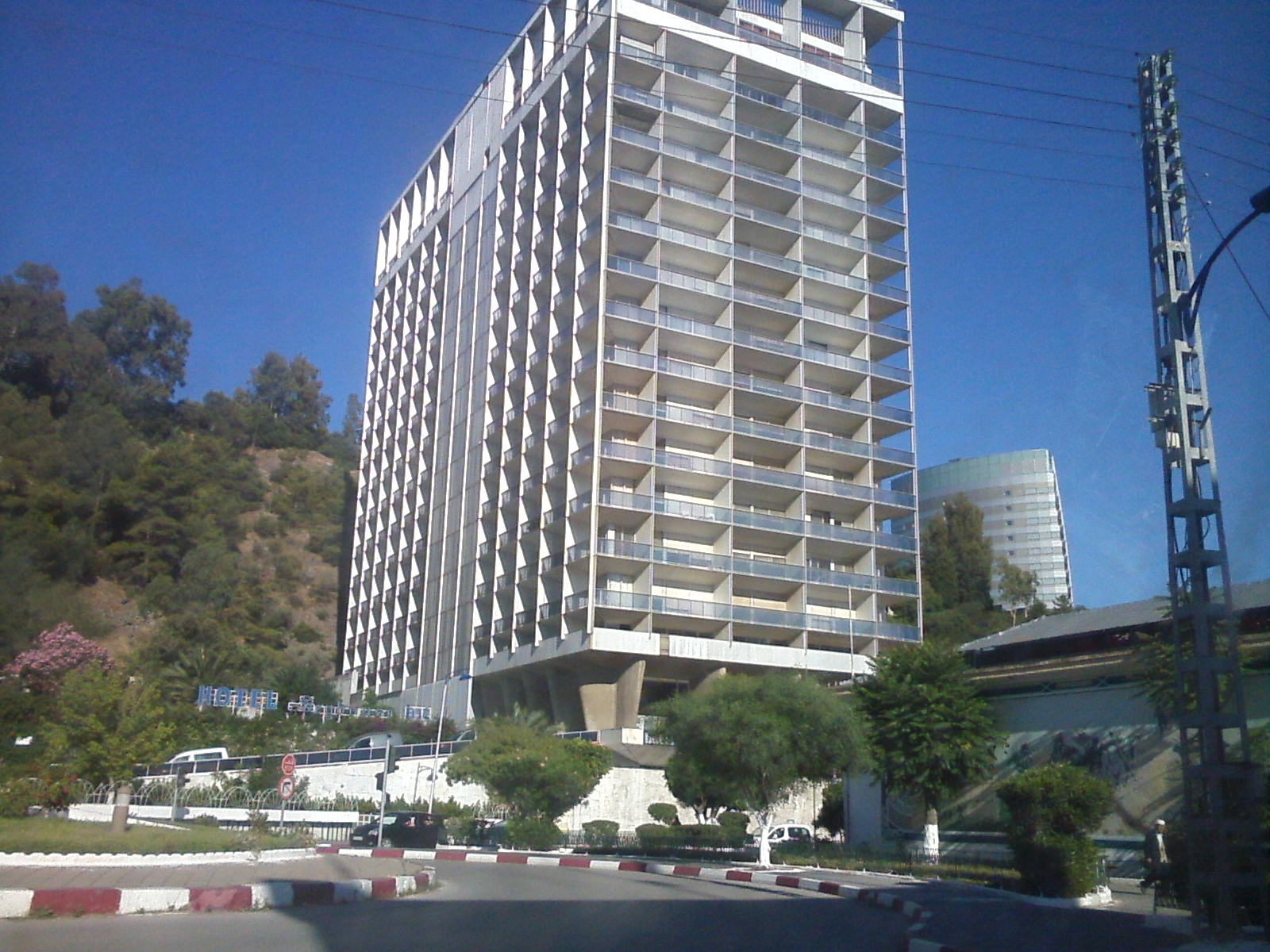
عنابة سيبوس

#### فندق سيبوس الدولي
توفر الكثير من التسهيلات لضيوف الفندق مثل مكتب سياحي، خدمة التذاكر وأمن.يضم الفندق 588 غرفة ساحرة مزودة بمجموعة من المرافق الأساسية لضمان إقامة ممتعة للنزلاء.سيبوس عنابة يوجد ضمن الفندق مطعم وبار حيث يمكن للزبائن الإستمتاع بالجلوس في المساء.يقع مطار رباح بيتات ضمن مسافة ما يقارب 20 دقيقة بالسيارة عن الفندق.
- أبراج عدل عنابة.
- أبراج سيدي عاشور.

يتواجد في وسط مدينة عنابة على بعد 14.7 كم من مطار رابح بيطاط الدولي ويقابل الفندق ضفاف البحر الأبيض المتوسط ويطل على ميناء عنابة التجاري، كما يعتبر فندق شيراطون عنابة استثمار عمومي مُجسد من طرف شركة الاستثمار الفندقي العمومية التي ساهمت بقطعة الأرضية مساحتها وبكلفة إنجاز تقدر بـ73 مليار دج.
شيراطون عنابة
يعتبر فندق شيراطون عنابة المُختص في سياحة الأعمال تُحفة هندسية فخمة وذات تصميم انسيابي عصري خلاب مُختلف ومُميز عن البنى التحتية لمدينة عنابة المُتوسطية، وقامت شركة فابريس وشركائه الإيطالية بتصميم الهندسة المعمارية للفندق.
يحتوي الفندق على 201 غرفة و16 جناح، منها جناح رئاسي، تطل جميع غرف النزلاء على البحر والمدينة ويتوفر فيها كل الخدمات العصرية، كما يتوفر الفندق على مطعمين وحانة ومركز لللياقة البدنية والعناية الصحية، ومسبح وساونا.

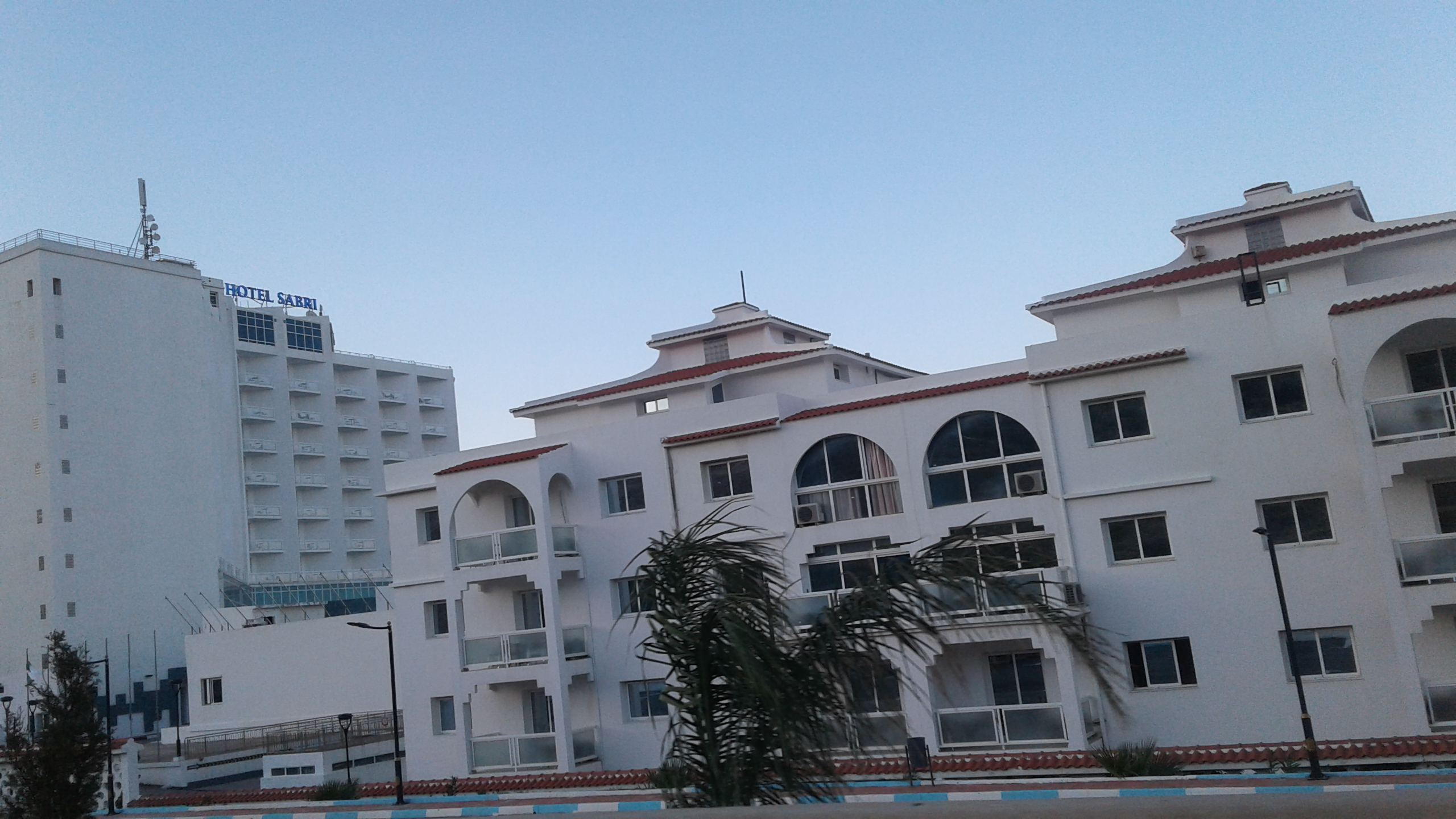
فندق صبري عنابة

#### فندق صبري
يقع الفندق في مدينة مدينة عنابة ويتضمن ترأس على سطح. كما يوفر هذا الفندق للنزلاء مسبح خارجي، نادي أطفال وحوض سباحة للأطفال.
غرف الفندق مجهزة بشكل جيد ومكتب. لتأمين المزيد من الراحة يتوفر أثواب حمام.
بإمكان ضيوف الفندق الإستمتاع بتناول العشاء في المطعم الذي يقع في نفس المبنى، هذا مناسب للنزلاء الذين يفضلون البقاء في المبنى نفسه.
يقع مطار رباح بيتات ضمن مسافة ما يقارب 25 دقيقة بالسيارة عن الفندق.

#### فندق سيبوس عنابة
توفر الكثير من التسهيلات لضيوف الفندق مثل مكتب سياحي، خدمة التذاكر وأمن.يضم الفندق 588 غرفة ساحرة مزودة بمجموعة من المرافق الأساسية لضمان إقامة ممتعة للنزلاء.يوجد ضمن الفندق مطعم وبار حيث يمكن للزبائن الإستمتاع بالجلوس في المساء.يقع مطار رباح بيتات ضمن مسافة ما يقارب 20 دقيقة بالسيارة عن الفندق.

#### فندق الريم الجميل
تضمن الفندق 76 غرفة بالإضافة إلى أنه يضم مسبح خارجي. كما يوفر هذا الفندق للضيوف حوض سباحة للأطفال، نادي أطفال واستقبال على مدار الساعة.
غرف هذا الفندق المجهزة بشكل جيد ومكيفة. كما يوجد في الغرفة أيضاً تلفون وإنترنت وايرلس في الغرف.
بإمكان ضيوف الفندق تذوق المأكولات المحلية والعالمية في المطعم الذي يقع ضمن الفندق بشكل يلائم هؤلاء الذين يرغبون بالبقاء بالقرب عند وقت تناول الطعام. تتوفر في صالة الطعام في الفندق العديد من الخيارات لوجبة الالإطار.

يقع مطار رباح بيتات ضمن مسافة ما يقارب 35 دقيقة بالسيارة عن الفندق. موظفين المتعددي اللغات في الفندق على استعداد لضمان حصول النزلاء على إقامة مريحة خالية من المشاكل.

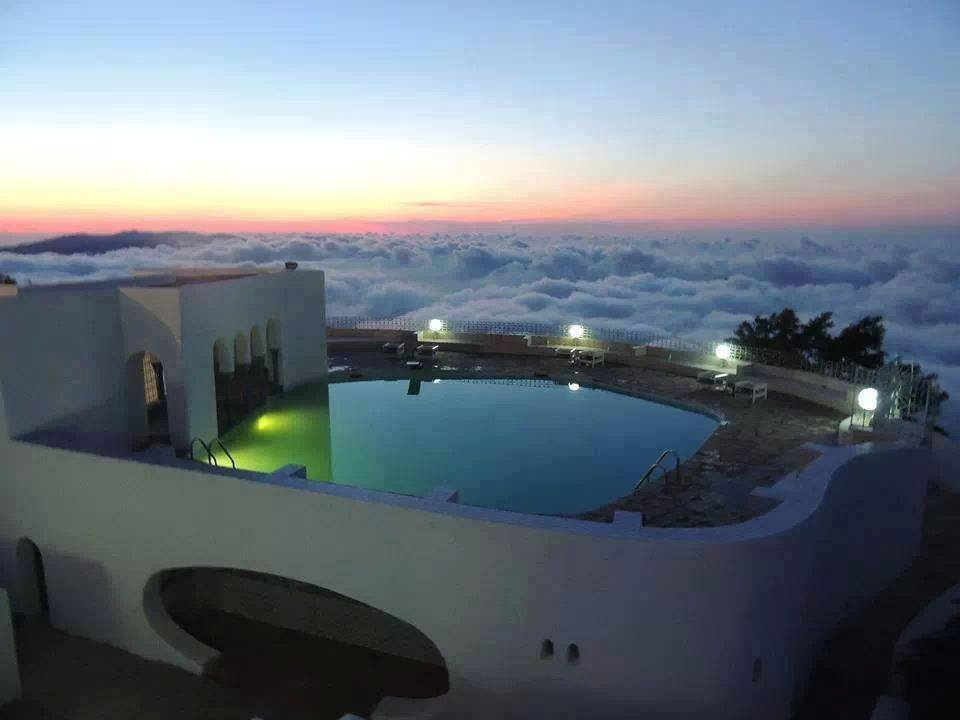
فندق المنتزه

#### فندق المنتزه
فندق المنتزه هو فندق يقع قي منطقة بين الجبل والبحرالفندق يحتوي على 102 غرفة فئة 4 نجوم يبعد الفندق مسافة 12 كم عن ولاية عنابة... وعلى ارتفاع 850 متر عن سطح البحرواجهته غنية بالمناظر حول الجبال والبحر، وغنية أيصا بالفتحات والنوافدشكل الفندق غير منتظم لان عمارته صحراوية تشبه العمارة في غرداية يحتوي على مقاهي وقاعات للشاي تطل بك على زرقة بحر عنابة

#### فندق الماجستيك
يقع الفندق الأنيق ذو الـ3 نجوم في مركز مدينة عنابة. شُيد الفندق سنة 2006، حيث يمثل مزيجاً فريداً من الفن المعماري الآرت ديكو والمرافق العصرية.يقع الفندق على بعد 10 دقائق من مركز مدينة عنابة.يمتاز الفندق بموقع مناسب على مقربة من النهر.يبعد 15 دقائق بالسيارة عن مطار عنابة
يتوفر للضيوف 98 غرفة عازلة للصوت تحتوي على تلفزيون البث الأرضي، نظام تدفئة، تحكم مناخي إفرادي، واي- فاي ومكتب للكتابة. تتوفر حمامات تحتوي على دوش وحاجيات تجميل مجانية.
يتم تقديم إفطار «طاولة مفتوحة» شهي كل صباح. تقدم الأطباق المحلّية في المطعم التابع للفندق.
سيستفيد الضيوف من خدمة الدليل السياحي، خدمة غرف 24 ساعة وخدمة غسيل الملابس.، بالإضافة لوجود منطقة مخصصة للتدخين، مصعد وموقف سيارات مجاني يمكنهم استعمالها.
عدد الطوابق 10. :عدد الغرف 98

### شواطئ ولاية عنابة

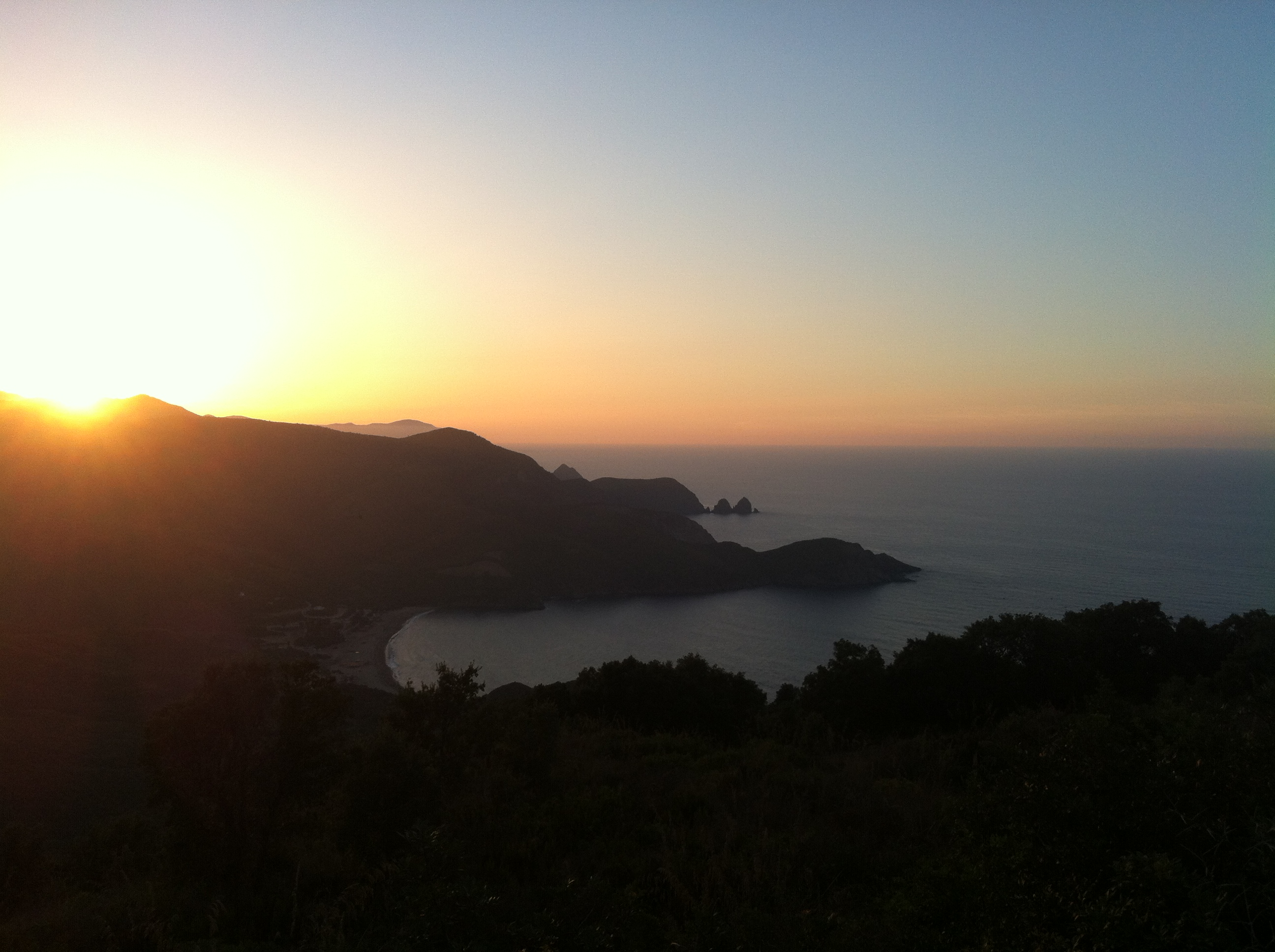
شاطئ جنان الباي
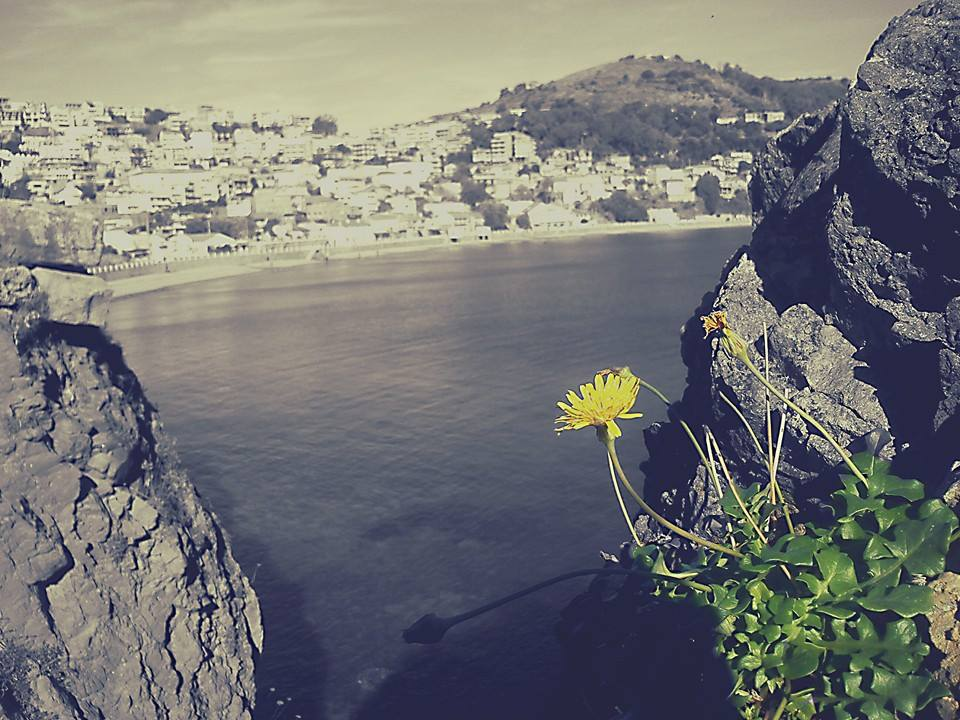
شاطئ شطايبي
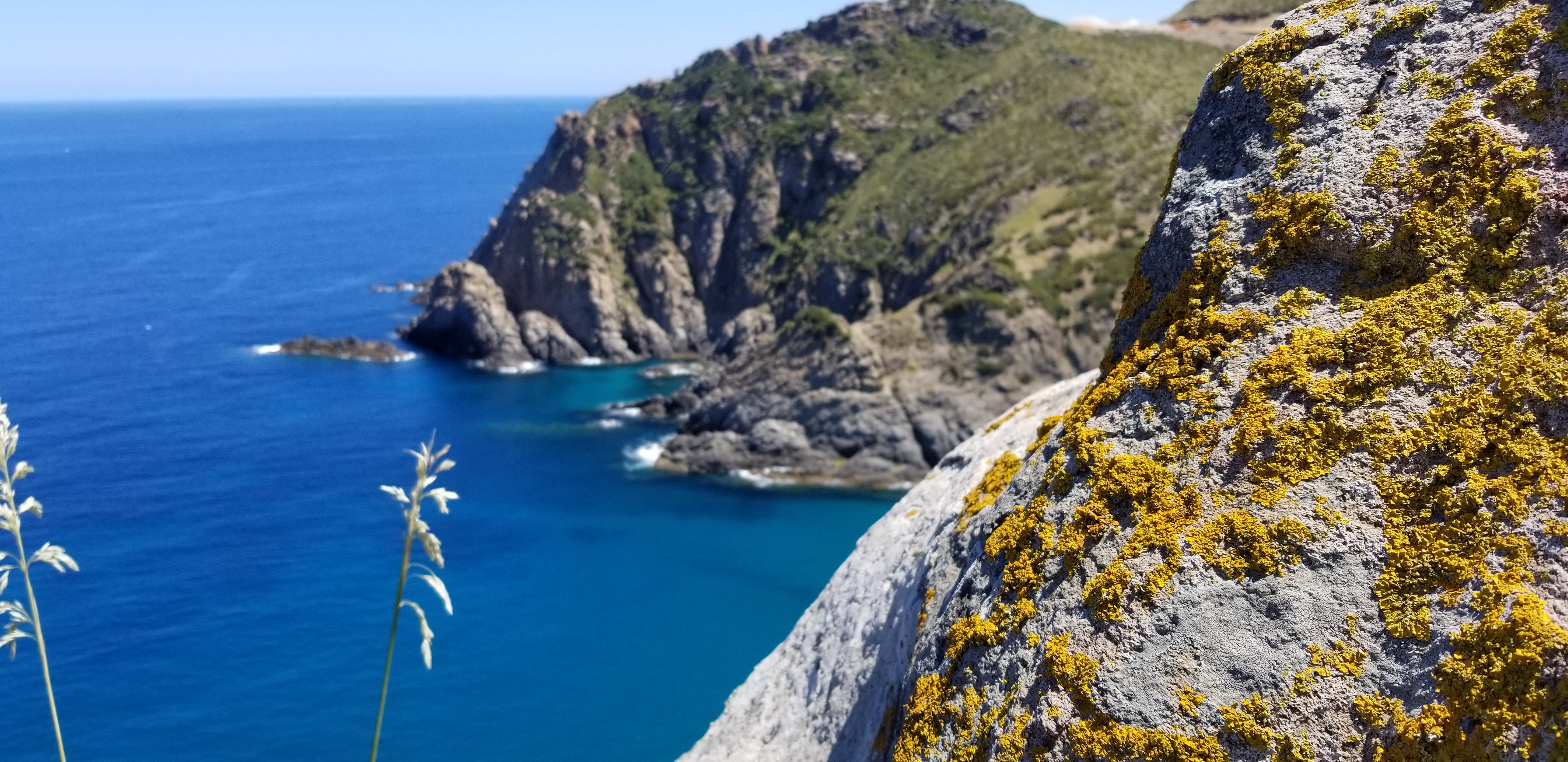
شاطئ راس تاكاكوش شطايبي
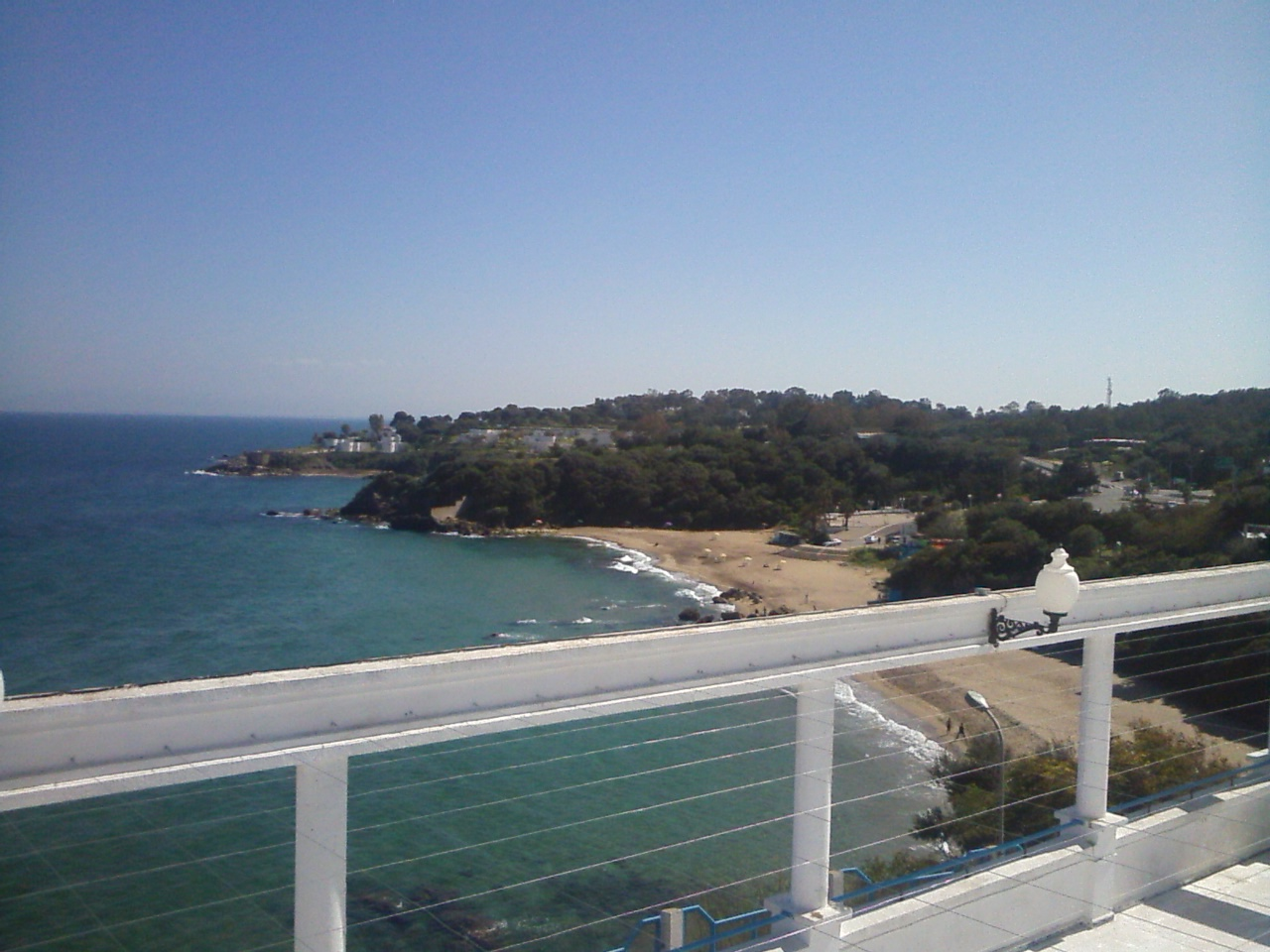
شاطئ عين عشير
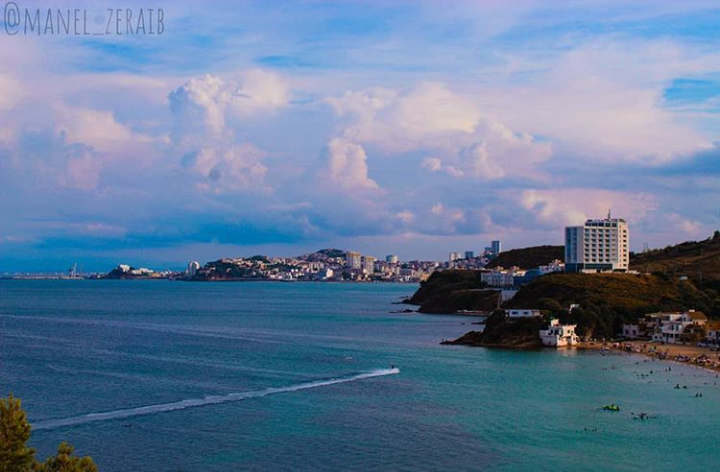
سلسلة شواطئ مدينة عنابة

يتضمن ساحل هذه الولاية العديد من الشواطئ.
- بلدية عنابة:(شاطئ سيبوس. شاطئ النصر. شاطئ بلفدير. شاطئ البطاح.شاطئ طوش. شاطئ سانكلو. شاطئ رزقي إبراهيم. شاط ريزي عمر. شاطئ الخروبة. شاطئ bona bich. شاطئ عين عشير. شاطئ جزيرة فيفي عنابة. شاطئ le premier rocher.شاطئ فلاح رشيد. شاطئ دراوش)
- بلدية البوني (شاطئ سيدي سالم).
- بلدية سرايدي (شاطئ جنان الباي. شاطئ واد القصب.شاطئ عين بربر).
- بلدية واد العنب (شاطئ الرمانيات
- بلدية شطايبي (شاطئ النافورة الرومانية.شاطئ شطايبي. شاطئ الخليج الغربي. شاطئ الرمال الذهبية. شاطئ سيدي عكاشة. شاطئ جزيرة كاف عمار).

### أماكن سياحية هامة في بونة

#### فندق الشيراتون
هو فندق 5 نجوم يحمل العلامة الفندقية العالمية الشيراتون، التابعة لمجموعة ستاروود العالمية للفنادق والمنتجعات التي تعتبر واحدة من الرواد العالميين في مجال الفندقة والترفيه.

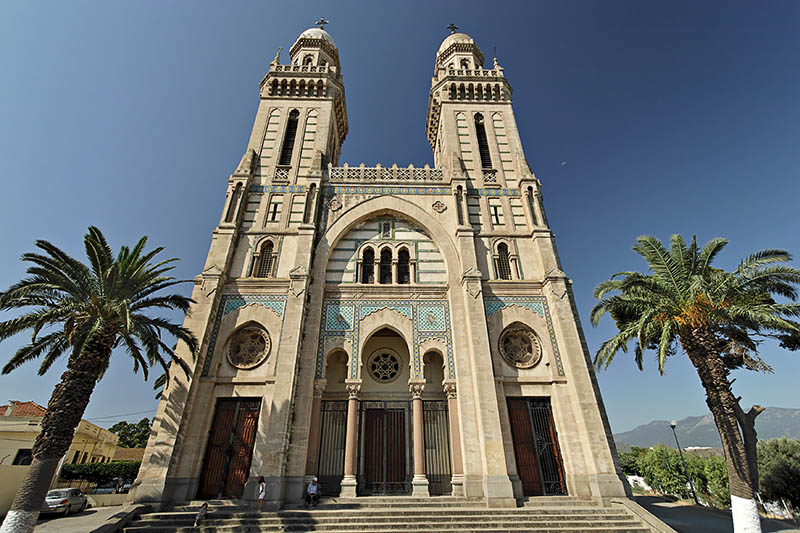
كنيسة القديس اغوستان

#### كنيسة سانت اوغستين
كنيسة كاثوليكية بنيت أثناء الاستعمار الفرنسيّ على قمة تل مجاور للمدينة الأثرية «هيبون HIPPONE» إحياء لذكرى رجل الدين الكاثوليكي أوغستين المولود بتاغست بسوق أهراس في العهد الروماني وتضم إحدى عظام ذراعه الأيمن وبقيت تحت اشراف الفاتيكان من قبل قسيسين أغلبهم من مالطا وتعتبر مقصدا سياحيا وتضم بداخلها مقبرة كاثوليكية للمعمرين كما توجد بجوارها دار للعجزة تحت اشراف رجال الدين المسيحيين.

#### مسجد صلاح باي
يندرج تصميم هذا المسجد ضمن الطّراز الأناضوليّ بحجمه وأبعاده الّتي جعلت منه بناية عريقة تعكس مزايا الفترة العثمانيّة. يتكوّن المسجد من صحن وقاعة للصّلاة، كما يحدّه رواق خارجيّ أُضيف سنة 1852 يؤدّي إلى مجموعة من البنايات الّتي كانت تستخدم إحداها كقاعة للاستقبال، والأخرى كمدرسة قرآنيّة.

#### حديقة التسلية عنابة
أطلقت إدارة حديقة التسلية “فاروق لاند” بسيدي عاشور بولاية عنابة أكثر من عشرين لعبة جديدة بمعايير دولية ستعرض لأول مرة بـ الجزائر[بحاجة لمصدر]، ستوضع تحت تصرف الأطفال والعائلات. تتضمن تذكرة الدخول: حق الاستمتاع واللعب بعشرين لعبة من أصل أربعة وعشرين لعبة.
تم انجاز الألعاب الجديدة وفق مواصفات عالمية ترقى لمصاف ألعاب عالم ديزني لاند[بحاجة لمصدر]، حيث أن بعض الألعاب لم تتوفر بعد على مستوى مدينة الألعاب قرطاج لاند [بحاجة لمصدر]، لتصبح الأولى من نوعها بـشمال أفريقيا وستعرف أول مرة بحديقة التسلية سيدي عاشور”فاروق لاند”.

### الصناعة
وعنابة اليوم مدينة زاهرة ومركز صناعي مهم، تضم صرحا من أهم صروح الصناعة الجزائرية وبها خام للحديد والفولاذ الذي يمتد على مساحة 1700 هكتار وينتج 12 مليون طن سنويا من الحديد والفولاذ يشتغل فيه 45 ألف عامل، كما توجد بها مصانع مهمة أخرى كمصنع الأسمدة الفوسفاتية ومعمل الزئبق، والعديد من مصانع المواد الغذائية التي تحول المنتجات الزراعية التي ينتجها سهل عنابة إلى مواد صناعية

### منجم الحجار
عد مركب الحجار للحديد والصلب أكبر إنجاز اقتصادي حققته الجزائر. ويتربّع “العملاق” على مساحة إجمالية تقدر بـ1700 هكتار في إقليم بلدية سيدي عمار بولاية عنابة، بطاقة إنتاج نظرية تبلغ 12 مليون طن من الفولاذ السائل، ووصل عدد عماله سنة 1982 إلى 37 ألف عامل، ليصبح العدد حوالي 45000 عامل حاليا.

#### تاريخه
وضع الحجر الأساسي لبناء المركب الرئيس الأسبق أحمد بن بلة سنة 1964، وانطلق المشروع سنة 1965 على يد الرئيس الراحل هواري بومدين، حيث دشن وحدتي الفرن العالي رقم 1، والوحدة الحلزونية يوم 19 جوان 1969، وفي أواخر سنة 1978 شرع في إنجاز مشروع التوسع الذي يشتمل على مختلف الوحدات المتواجدة على مستوى المركب، وانتهى بوضع المخطط الإداري للصيانة، تم على إثره توظيف آلاف الشباب، خاصة المتخرجين من مراكز التكوين الثلاثة التابعة للمؤسسة الوطنية للحديد والصلب، تبعا لسياسة التشغيل المنتهجة حينئذ، ووصل عدد العمال حدود 27 ألف عامل على مستوى التراب الوطني، حيث بلغ الإنتاج 2.700 مليون طن من الفولاذ السائل، ليرتفع في غضون 3 سنوات إلى 7.5 مليون طن سنة 1985، كأكبر نتيجة سجلت في تاريخ المركب بفعل توفر جميع الإمكانيات، بما فيها المساعدات التقنية للمتعاونين الأجانب.
ثم عرف الإنتاج هبوطا حادا في السنوات الثلاث الموالية ليبلغ 2,800 مليون طن سنة 1988 بسبب تقلص المساعدات التقنية للأجانب الذين انتهت مدة عقودهم، وتأثير الأزمة الاقتصادية التي عرفتها الجزائر سنة 1986، والتي أدت إلى توقيف استيراد قطع الغيار، ما أدى إلى التوقف الجزئي لبعض ورشات الإنتاج، إضافة إلى كبر حجم المركب وتوزع فروعه، ما صعب من التحكم في مهام التسيير.
نقابة وليدة أحداث أكتوبر 1988
وقد أفرزت الأحداث التي عرفتها الجزائر في 5 أكتوبر 1988، نقابة قوية بمركب الحجار للحديد والصلب، خاصة مع عودة النقابيين القدماء الذين حرمتهم السلطات من ممارسة نشاطهم استنادا للمادة 120 من النظام الداخلي للحزب الواحد التي تشترط الانخراط في الحزب العتيد لممارسة أي نشاط نقابي كما هو الحال بالنسبة لدراجي ديلمي وزين محمد الصالح وغيرهما.
وقد عرف المركب حينئذ مرحلة اللاستقرار بفعل الأوضاع المهنية الصعبة التي يعاني منها العمال، وتهديدات النقابة بالدخول في إضرابات، الأمر الذي كان له التأثير الكبير على اتخاذ قرار إعادة هيكلة جديدة للمؤسسة في إطار الإصلاحات الكبرى للقوانين التي اتخذت في عهد حكومة مولود حمروش، حيث أصبحت “سيدار” مؤسسة ذات أسهم لها قانون أساسي، ولها فرعان هما “كوبروسيد” التي تزود المركب بالمواد الأولية و“تي أس أس” لصناعة الأنابيب غير الملحمة، كمؤسسات مستقلة بذاتهما. وهنا انخفض عدد العمال إلى 32 ألف عامل للمؤسسة الأم “سيدار” و6 آلاف عامل لفرعيها، وبقي الإنتاج في تلك الفترة يتراوح بين 3,8 و4 مليون طن.
كما كان للتحولات التي عرفتها الجزائر بين سنتي 1991 و1996 أثر كبير على المركّب، في إطار ما عرف آنذاك بتطبيق “المخطط الهيكلي للمؤسسات” في المفاوضات التي جرت بين الجزائر وصندوق النقد الدولي، خاصة ما عرف بمسألة التفريع التي عرفت التطبيق سنة 1998، بتحويل “سيدار” إلى مجمّع وإنشاء 24 فرعا جديدا، وتسريح 7 آلاف عامل من مجموع 38 ألف عامل، مقابل حصول كل واحد على 2000 دينار وإحالته على صندوق البطالة.
فشل الشراكة مع الهندي يعيد طرح السؤال حول نجاعة عقود الشراكة مع الأجانب
مع تواصل العجز المالي بالمركب بعد أن استنزف من الخزينة العمومية ما معدله 7 مليارات دينار سنويا منذ 1992، وكذا الصعوبات التي أصبحت تواجه وحدات الإنتاج فيما يخص انعدام الصيانة، فكرت الدولة في التخلي عن المركب وفقا لالتزاماتها مع صندوق النقد الدولي. ففي نهاية 1999 وبداية 2000 وقع خناق كبير على المركب، حيث رفضت الخزينة تمويل أجور العمال بخطوط القرض، وكذا الأمر نفسه بالنسبة لمختلف البنوك العمومية لاستيراد المواد الأولية كالفحم الحجري وقطع الغيار، ما دفع بالحكومة إلى نشر إعلان عن مناقصة دولية تضمنت فتح رأس مال مجموعة “سيدار” للحديد والصلب، وتقدم 3 متعاملين من بينهم المتعامل الهندي “إسبات” الذي التزم بحماية مناصب الشغل لمدة 4 سنوات، مقابل تخفيض الدولة لأسعار استهلاك الماء والكهرباء ونقل المواد المنجمية بنسبة 30% عن الأسعار المعمول بها، وأيضا تخفيض التكاليف الناجمة عن تسديد المستحقات تجاه مصالح الضرائب وصندوق التأمينات الاجتماعية بنسبة 17%، إضافة إلى التزامه بتطبيق برنامج استثمار بغلاف مالي بقيمة 175 مليون دولار لمدة 5 سنوات.
وبدأت متاعب العملاق العالمي “آرسيلور ميتال”
متاعب “آرسيلور ميتال” العملاق العالمي في الحديد والصلب في الجزائر، بدأت بعدما شعرت الدولة بإخلال الهندي بالاتفاقية التي تحتوي على 3 بنود. يتعلّق الأول ببرنامج الاستثمار، والثاني بالتركيب المالي، والثالث متعلق بالعقد الاجتماعي والاقتصادي، لضمان الاستقرار.
وتجسدت المتاعب مباشرة بعد عقد الوزير الأسبق للصناعة والمناجم شريف رحماني اجتماعا مع لكاشمي ميتال في 2012، تم خلاله مراجعة عقد الشراكة بين الطرف الجزائري والهندي، ووضع بندين اثنين ضيّق من خلالهما الوزير شريف رحماني الخناق على مسؤولي “أرسيلور ميتال”. وأولهما أنه يحق للدولة الجزائرية فسخ عقد الشراكة في حال عدم التزام الشريك الأجنبي بشرط تحقيق الأهداف الإنتاجية المتفق عليها، علاوة على أن الحكومة الجزائرية لن تعوض الشريك الهندي في حال طلبه مغادرة الشراكة قبل عام 2020.
ولكن سنة 2014 بدأت الأوضاع تصبح أفضل وبدأت عملية جديدة للتطوير المركب وبلغ عدد العمال 45 ألف عامل سنة 2016 وبلغ الإنتاج 12 مليون طن.

## التعليم

### جامعة عنابة
جامعة عنابة أو جامعة باجي المختار هي جامعة حكومية جزائرية تقع بمدينة عنابة شرق البلاد. تضم الجامعة سبع كليات هذا بالإضافة إلى مدرستين تحضيريتين.

#### الكليات
تضم جامعة عنابة سبع كليات هي:
1. كلية العلوم
2. كلية علوم الأرض
3. كلية الطب
4. كلية الهندسة
5. كلية العلوم الاقتصادية والتسيير
6. كلية آداب
7. العلوم الإنسانية، كلية الحقوق

## طبيعة عنابة

### خلجان ولاية عنابة

#### خليج عنابة
(خليج عنابة) هو خليج كبير يقع في سواحل عنابة

خليج عنابة

ومن المعروف انه لقب بخليج العظام، خليج بونة

#### خليج سرايدي

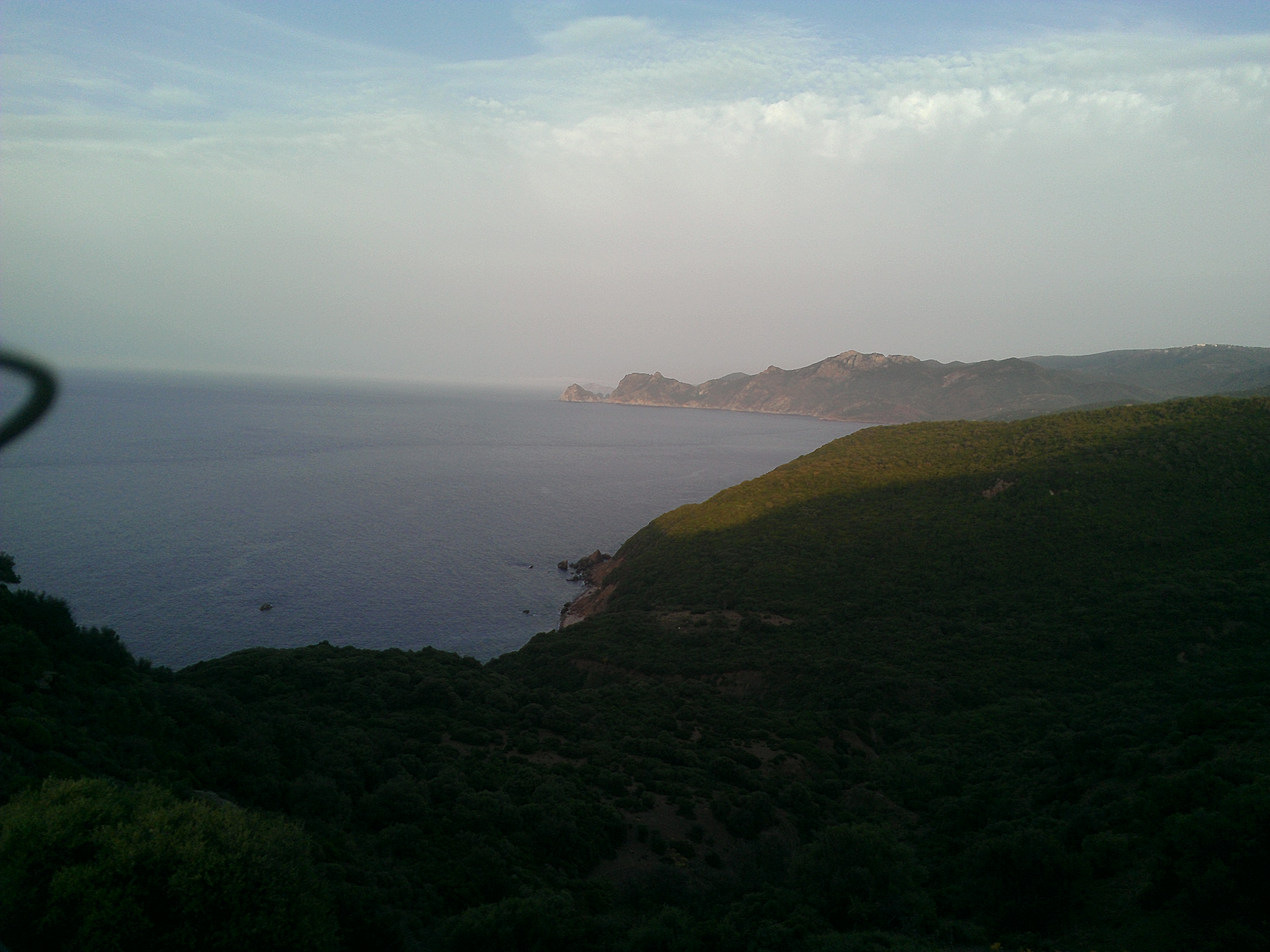
خليج سرايدي الجميل

و هو خليج صخري يقع بسرايدي عنابة يحتوي على شواطئ عديدة شاطئ واد بقراط بسرايدى الذي يبعد ب13 كلم عن مدينة عنابة.
ما تزال شواطئ سرايدى مكانا للاستجمام في حالته الطبيعية ليظل يحافظ على عذريته على الرغم من التغييرات التي تمت بغرض تهيئة فضاءات لركن السيارات وإقامة خدمات عديدة وبجوار الشاطئ يقوم مصطافون بتنشيط الأجواء مما يسعد عديد تجار المأكولات السريعة والبيتزا والمثلجات وكراء المظلات الواقية من أشعة الشمس وكذا الزوارق ويحفز ذلك المصطافين القادمين من الولايات المجاورة على اختيار دخول هذا الموقع الطبيعي الخلاب عبرطريق كثيرة المنعرجات وذلك وسط غابة تكثر بها أشجار الكاليتوس والصنوبر البحري وبلوط الفلين والللوز والجوزمما يعطي بانوراما تستوقف العابرين للتمتع بهذا المنظر الأخاذ وبإمكان المهتم بعالم الطيور والعصافير سواء كان مختصا أو هاو اكتشاف بعض الأصناف التي تقيم أعشاشها غوق تلك الاشجارو لدى وصولهم إلى هده الشواطئ يكتشف المصطافون وسطا طبيعيا نادرا يقع بين البحر والغابة حيث يمكن للعائلات تناول وجبات من السمك الذي يتم اصطياده بعين المكان وتبقى هده الشواطئ والتي تمثل إحدى الوجهات الأكثر استقطابا للمصطافين الذين يقدرون حقيقة المواقع الطبيعية

#### خليج شطايبي

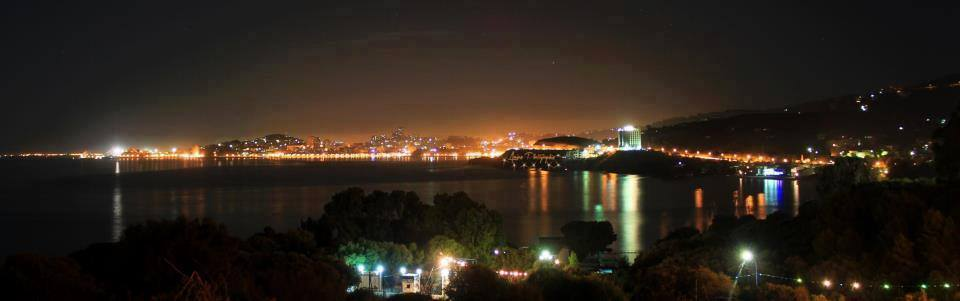
خليج عنابة الجميل في الليل

صاحب ثالث أجمل خليج في العالم وهو " La Baie d'ouestيوفر خليج شطايبي العديد من الشواطئ الخلابة التي تذكر مرتاديها بشواطئ «جزر المالديف» أو «هاواي»، على شاطئ «واد الغنم»، «الرمال الذهبية»، «الخليج الغربي» و«عكاشة»، إلا أن ما يعيب خليج شطايبي هو عدم توفر أماكن الإيواء والمرافق السياحية، فرغم المشاريع السياحية التي يتم الإعلان عنها بين الفينة والأخرى، إلا أنها لم يجسد على أرض الواقع إلى غاية الآن.

### جزيرة كاف عمار
هي جزيرة صغيرة تقدر مساحتها بحوالي 20 هكتارا، كان اسمها سانت بيايتر في زمن الاحتلال الفرنسي.تقع في بلدية شطايبي بولاية عنابة وتطل على خليج شطايبي وعلى المرسى بسكيكدة.

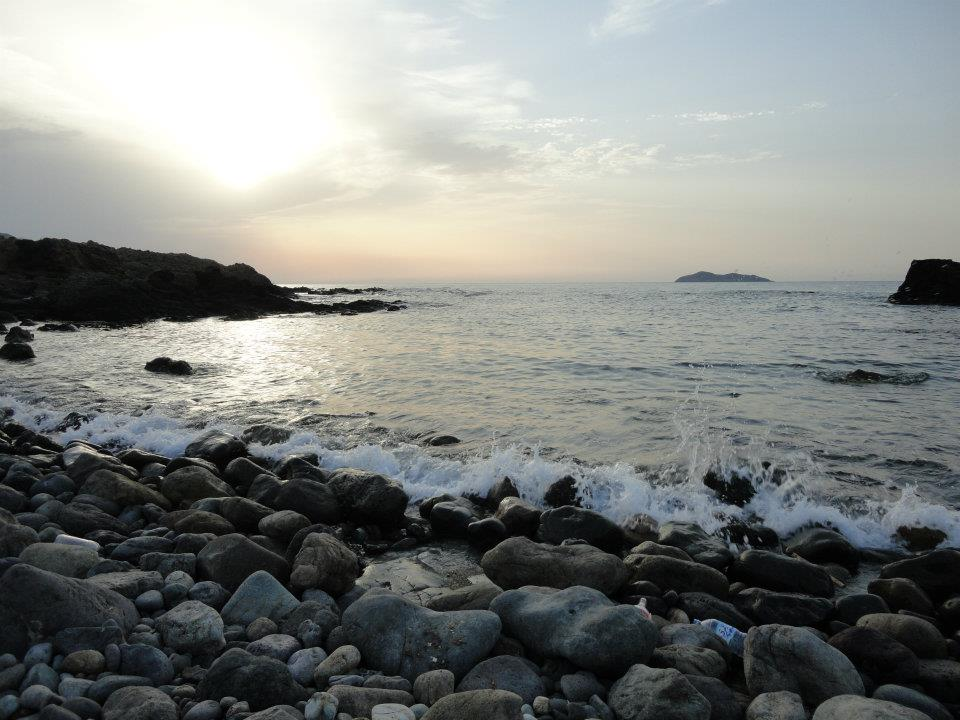
جزيرة شطايبي

### وادي سيبوس
وادي سيبوس يبلغ طوله 110 كيلومترا يوجد في الشّمال الشّرقي وبالضبط في بلدية مجاز عمار بولاية قالمة وينشأ من التقاء وادي الشارف القادم من قصر السبيحي وبوحمدان القادم من برج صباط ويصب في مدينة عنابة في الحي الشعبي سيبوس. يبلغ طوله 110 كم وهو ثاني أطول واد في الجزائر، ينبع من جبال الأطلس التلي والأطلس الصحراوي، ويصب في مياه المتوسط.
- يصل تدفق مياهه إلى 760 مليون متر³ في السنة، أي 24 متر³/ثانية، حوضه واسع جدا ويصل إلى 5488 كم2.

### سهل عنابة
سهل عنابة: يمتد من عنابة إلى القالة تجري فيه الأودية مثل واد سيبوس والبحيرات مئل بحيرة فتزارة.طونقا.الملاح.....

### جبل إيدوغ
جبال إيدوغ هي سلسلة جبلية تقع بين ولايتي عنابة وسكيكدة بشمال شرق الجزائر تصل أعلى قمة بها إلى 1008 م وهي قمة بو زيزي. أحيانا تكسوها الثلوج في فصل الشتاء
معظم مساحة السلسلة مغطاه بغابات متوسطية مكونة من مختلف أنواع الأشجار

### بحيرة فتزارة

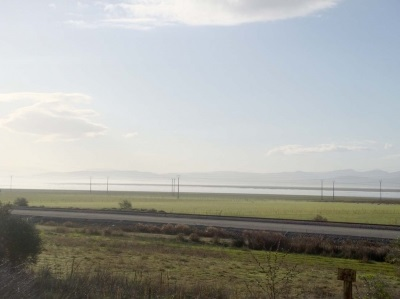
بحيرة فتزارة

تقع بحيرة فتزارة في الشمال الشرقي من الجزائر، عن بعد 18 كم من جنوب شرق مدينة عنابة. تمتد على بعد 17 كم من الشرق إلى الغرب و13 كم من الشمال إلى الجنوب وتبلغ مساحتها حوالي 18600 هكتار، تم تصنيفها رسميا كمنطقة «رامسار»، الذي ينطوي على حماية هذا الموقع. وقد أجريت في بحيرة فتزارة العديد من الدراسات على مستوى المياه والتربة.هذه الدراسات التي أجريت لمراقبة الملوحة وتسليط الضوء على أصولها والعوامل التي تحكم ذلك. وكان الهدف الرئيسي من هذه الدراسة هو تقييم خواص تربتها التي تتأثر جدا من ظاهرة التملح ودراسة الاختلاف مع العمق. تم أخذ العينات على طبقتين الأولى (0-20 سم و20-40 سم) في 88 نقاط حول بحيرة فتزارة أو ما مجموعه 16 عينة. وتشير النتائج التحليلية أن ملوحة التربة قد بلغ حده الأقصى في الشمال الشرقي (منطقة وادي زيد) وجنوب بحيرة (منطقة شرفة) مع هيمنة كلوريد الصوديوم.

#### التربة
قد تم تحديد نوعية التربة نتيجة لخصائصها البيولوجية الفيزيائية والكيميائية، والذي يسمح لها بالنمو وتنمية المحصول، تنظيم تدفق المياه من خلال البيئة وبوصفها مضخة ترشيح. تعكس نوعية التربة قدرتها على الاحتفاظ والإفراج عن الماء والمواد الغذائية للحفاظ على التنوع البيولوجي ومقاومة آثار الممارسات التي يمكن أن تؤدي إلى تدهورها. ومن الواضح أن نوعية التربة تعتمد على الخصائص الجوهرية للبيئة الجيوكيميائية والمناخ واستخدامها من قبل البشر.

#### الخصائص
تقع بحيرة فتزارة عن 18 كم من جنوب شرق مدينة عنابة في أقصى الشرق من الجزائر. على بعد 17 كم من الشرق إلى الغرب و13 كيلومترا من الشمال إلى الجنوب مع سطح يبلغه حوالي 18600 هكتار (الشكل 1). هذه المنطقة خاضعة لمناخ البحر الأبيض المتوسط مع موسمين مختلفين: واحد رطب وآخر جاف. مياه البحيرة تعتمد بشكل مؤقت على شدة موسم الأمطار الذي بدوره يعتمد عليها حصريا تقريبا، بشكل عام تبلغ مساحتها أكثر من 130000 هكتار من الأراضي المغمورة في فصل الشتاء وتشكيل المروج الكبيرة. وجود القناة الرئيسية عبر البحيرة من الغرب إلى الشرق يوفر التصريف، ولكنها غير كافية لإخلاء المياه في فصل الشتاء.
تربة بحيرة فتزارة خضعت للعديد من الدراسات للتنمية الزراعية، والتي كشفت عن أية قيود عظيمة على استخدامها مثل الملوحة والإشباع باماء. وقد ساعدت هذه الدراسات لتصنيف التربة إلى أربع فئات هي: 1-التربة أقل تطور الناتجة عن انجراف، كولوفيال (colluvial) والغريني(الرواسب الغرينية)، وفيرتصول(صخر غنية بالطين). 3-رواسب الغريني مع نسبة عالية من الطين يصبح سهل التصدع. 2-التربة المشبعة بالماء(هيدرومرفيك) و3-التربة المشبعة بالملح(هلومرفيك) مع الملوحة العالية.

#### مواد وطرق
نفذت العينات على الطبقات الأولى والثانية (0-20 سم و20-40 سم)، لأن عند هذا المستوى، مكان هام في تبادل الأيونات. يتشكلوا عند ثمانية نقط حول بحيرة فتزارة أو عند 16 عينات.
تم تجفيف عينات التربة بالهواء العذب للأرض ونخل إلى 2 ملم للحصول على جسيمات دقيقة التي سيتم استخدامها لجميع التحاليل الكيميائية والفيزيائية. إنجاز تحليل التربة تعلق بالكثافة والمسامية والكربون والمواد العضوية، ودرجة الحموضة، التوصيل الكهربائي والأملاح القابلة للذوبان. تحصلتا على هذه الخصائص بفعل
Lake of Fetzara

#### المواصفات الفيزيائية
المواصفات الفيزيائية للتربة المتأثرة بالأملاح الذائبة تعكس تعديلات ملحوظة. بنية تربة بحيرة فتزارة من نوع منشوري، وهذه الخصائص هي التي تعاني من الملوحة. وتتميز تربة بحيرة فتزارة بكثافة تقترب من2.31 غ/سم³، معدل المسامية حوالي 33٪، النفاذية في معظم الحالات أقل من 2 سم / ساعة، وpH ذات أقل حموضة من القلوي (5.65-7.93)، تغير كبيرعلى المادة العضوية (0.26-7.67٪). تطورها متعلق بشكل وثيق لدورة المياه، بسبب الفيضانات في الشتاء والصيف نزح المياه.

#### دراسة ملوحة التربة
مواصفات التربة أظهرت دراسات سابقة أن الملوحة معتبرة خاصة في الشمال، في الشرق وفي الجنوب الشرقي من بحيرة فتزارة. في غرب ووسط البحيرة ويبدو أنها مناطق متعرضة بنسبة طفيفة بالأملاح بسبب حركتهم نحو المحيط مع تحلية في مركز البحيرة. معدل التوصيل الكهربي لمحلول التربة في البحيرة حوالي 1534 ميكرو ثانية / سم للطبقة 0-20 سم، و2577 ميكرو ثانية / سم للطبقات الأخرى 20-400 سم، مما يشير إلى تفاوت كبير جدا بين طبقتين مع تركيز عالي من الأملاح الذائبة في العمق.

#### تباين التوصيل الكهربائي
من المحتمل أن ملوحة التربة راجع إلى وجود تركيزات عالية من الأملاح القابلة للذوبان، الصوديوم أو كليهما في آن واحد. الأملاح القابلة للذوبان المعنية أساسا، Ca++, Mg++, K+, Na+, Cl-, SO4, HCO3
تباين في التوصيل الكهربائي

#### تحليل المكون الرئيسي
بمراقبة دائرة الارتباط التي شكلتها المحورين F1 وF2، وتبين لنا أن العامل F1 يعبر 72.40% من التباين. في هذا المحور، الأملاح الذائبة(Ca++,Mg++,Na+,Cl-,SO4—and EC) معارضين ل -HCO3 الذي يمثل قلوية الكربونات. هذا هو محور الذي يعكس على الأرجح في نفس الوقت ظاهرة التملح التي تؤثر على أنواع معينة من التربة والقلوية التي تضع على الآخر.
تحليل المكونات الرئيسية لبحيرة فتزارة

#### التحليل الكيميائي لمحلول التربة في بحيرة فتزارة
المحور الثاني F2، وهو ما يمثل 12.29% من التباين، يعارض الأملاح الذائبة إلى القلوية، درجة الحموضة (pH) و+K. قد تعكس عمليات الملوحة والقلوية. أيضا لا يتم استبعاد ظاهرة تثبيت +K من قبل بعض المعادن الطينية. توزيع الأفراد يسمح لنا تصور ثلاث مجموعات من الجمعيات. تتميز G1 المجموعة الأولى (S3, S4, S8, S11, S12, S16) بمحاليل ممعدنة، ويعترض على G2 المجموعة الثانية (S6, S7, S14, S15)التي تمثل أقل محاليل ممعدنة. وG3 المجموعة الثالثة (S1, S2, S9, S10) تتضمن المحاليل المحملة بالبيكربونات.

## توأمة
- تونس - مدينة تونس.
- تونس - بنزرت، منذ 1985م
- فرنسا - سانت إتيان.
- فرنسا - دونكيرك.
- روسيا - ييكاتيرينبرغ، منذ 15 أوت 2010م

## شخصيات
- القديس أوغسطين مفكر لاهوتي وملفان بالنسبة للكنية الكاثوليكية. هو أشهر أسقف عرفته المدينة
- الأمير زاوي بن مناد الصنهاجي، مؤسس مدينة بونة الحديثة أو مدينة زاوي، الأمير زاوي من سلالة الملوك الزيريين.
- أحمد بن علي البوني عالم ومفكر من القرن 12م.
- سيدي براهيم بن تومي المرداسي شيخ بلدة بونة وهو أحد اقطابها الخمسة وهو مجاهد ضذ الأسبانيين والتوسكانيين عندما غزو عنابة
- باجي مختار مجاهد جزائري ولد بعنابة، استشهد في جبال سوق أهراس عام 1955. جامعة عنابة تحمل اسمه
- علي منجلي أحد قادة ثورة التحرير الوطني
- مصطفى بن عودة أحد قادة ثورة التحرير الوطني
- محمد ابن العنابي،شخصية وطنية جزائرية (1775-1851)
- سليم هلالي من أبرز مغني المالوف العنابي
- حسان العنابي نجم الموسيقى الكلاسيكية ذات الطابع المالوفي
- حمدي بناني مغني مالوف
- بشير بلونيس، فنان تشكيلي (1950-2003).
- محمد بوضياف الرئيس الجزائري (1991-1992م)
- حسن دردور كاتب ومؤرخ ولد بعنابة سنة 1911م
- لطفي دوبل كانون مغني راب شهير
- الوتري فوزي محامي متخصص في المال والأعمال، عضو مجلس منظمة المحامين لناحية عنابة منذ 22 فيفري 2014
- العسكري عمارة بوقلازأحد قادة ثورة التحرير الوطني وبطل القاعدة الشرقية ومؤسسها
- العسكري حسن الوزير السابق لتشغيل والتكوين المهني في حكومة الرئيس السابق اليامين زروال وهو اخ عمارة بوقلاز.